# 국도 제46호선
국도 제46호선 (인천 ~ 고성선, 國道第四十六號 仁川高城線)은 인천광역시 중구 인천역과 강원특별자치도 고성군 간성읍 상리 교차로를 연결하는 대한민국의 일반 국도다. 인천에서 부천을 거쳐 서울 여의도에 이르는 구간은 경인로, 경인국도로, 남양주에서 춘천에 이르는 구간은 경춘로, 경춘국도로 불린다. 부천 구간에는 유일한로라는 별칭이 붙어 있기도 한데, 이는 유한양행의 설립자인 유일한에서 유래되었다.

## 연혁
- 1969년 5월 1일 : 춘성군 신북면 천전리 샘밭 ~ 북산면 추전리 터일나루터 38.864km 구간 개통[1]
- 1971년 3월 18일 : 춘성군 북산면 추곡리 내평지서앞 ~ 양구군 남면 석현리 29.736km 구간 개통, 기존 추곡리 ~ 추전리 5.68km 구간 폐지[2]
- 1971년 8월 31일 : 일반국도노선지정령에 의해 국도 제46호선 인천 ~ 속초선이 됨.[3]
- 1973년 2월 7일 : 소양강댐 건설로 인해 도로가 수몰되는 인제군 남면 신남리 ~ 양구군 양구읍 구간 도로 이설 개통 및 양구대교 개통[4]
- 1973년 3월 14일 : 소양강댐 건설로 인해 도로가 수몰되는 인제군 남면 신남리 ~ 인제면 조림리 (구축령) 13.6km 구간을 15.29km 로 도로구역 변경[5]
- 1980년 2월 22일 : 춘성군 서면 안보리 ~ 당림리 총 3.118km 구간 개통 및 기존 총 3.999km 구간 폐지[6]
- 1981년 3월 14일: 종점을 '강원도 속초시'에서 '강원도 고성군 간성읍'으로 연장함. 이에 따라 '인천 ~ 속초선'에서 '인천 ~ 간성선'이 됨.[7]
- 1981년 4월 13일 : 국도로 승격된 인제군 북면 용대리 ~ 고성군 거진읍 대대리 31km 구간 개통, 기존 지정 구간인 인제군 북면 용대리 ~ 속초시 동명동 20km 구간 폐지[8]
- 1981년 5월 30일 : 대통령령 제10247호 일반국도노선지정령 개정에 따라 연장된 11km 구간으로 도로구역 변경[9]
- 1986년 5월 13일 : 기점을 '경기도 인천시'에서 '인천직할시 중구'로 변경함.[10]
- 1987년 11월 18일 : 기존 지정 구간인 남양주군 미금읍 도농리 ~ 가평군 외서면 청평리 구간 폐지[11]
- 1994년 7월 15일 : 춘천군 신북면 천전리 ~ 화천군 간동면 오음리 18.6km 구간 개통[12]
- 1995년 1월 12일 : 오음 ~ 양구간 도로(양구군 양구읍 석현리 ~ 화천군 간동면 간척리) 32.6km 구간, 의암 ~ 춘천간 도로(춘천시 칠송동 ~ 서면 덕두원리) 5.8km 구간 개통[13]
- 1996년 7월 1일 : 서울특별시 구간 노선 변경[14]

| 개정 이전 | 개정 이후                                                     |
| 주요 통과지 | 주요 통과지                                                   |
| --- | ------------------------------------------------------------- |
| 서울특별시 구로구 오류동, 영등포구 영등포동 · 마포대교, 마포구 공덕동, 중구 만리동 · 퇴계로 · 을지로6가 · 청계6가, 동대문구 용답동 · 전농동 · 장안교 · 동이로 · 망우로 | 서울특별시 구로구, 영등포구, 마포대교, 마포구, 용산구, 성동구 |

- 1997년 5월 12일 : 남양주시 호평동 ~ 화도읍 금남리 11.6km 구간을 자동차 전용도로로 지정[15]
- 1998년 9월 24일 : 남양주시 진건면 사능리 ~ 호평동 6.0km 구간을 자동차 전용도로로 지정[16]
- 1998년 12월 31일 : 청평대교(가평군 외서면 청평리) 745m 구간 및 조종교(가평군 외서면 청평리) 620m 구간 가설 개통[17]
- 2000년 1월 1일 : 경기도 가평군 가평읍 대곡리 ~ 강원도 춘천시 서면 안보리 4.96km 구간 확장 개통[18]
- 2000년 2월 1일 : 가평군 가평읍 대곡리 ~ 강원도계 5.3km 구간 확장 개통[19]
- 2000년 6월 : 가평군 설악면 회곡리 200m 구간 폐지[20]
- 2000년 9월 21일 : 가평군 외서면 상천리 ~ 가평읍 상색리 3.2km 구간 확장 개통, 기존 가평군 가평읍 하색리 800m 구간 폐지[21]
- 2001년 11월 19일 : 춘천시 동면 만천리 ~ 신북읍 천전리 6.687km 구간을 자동차 전용도로로 지정[22]
- 2001년 12월 29일 : 인제군 인제읍 남북리 ~ 북면 한계리 15.6km 구간 확장 개통, 기존 13.5km 구간 폐지[23]
- 2002년 8월 10일 : 오봉산휴게소 앞 사고다발지점 개선공사에 의해 화천군 간동면 간척리 520m 구간 도로구역 변경[24]
- 2002년 12월 21일 : 신남 ~ 인제간 도로(강원도 인제군 남면 부평리 ~ 인제읍 남북리) 5.6km 구간 확장 개통, 기존 4.2km 구간 폐지[25]
- 2005년 10월 12일 : 양구군 남면 구암리 ~ 상남리 160m 구간 확장 개통, 기존 240m 구간 폐지[26]
- 2005년 12월 30일 : 남양주시 호평동 ~ 화도읍 금남리 11.36km 구간 확장 개통[27]
- 2005년 12월 31일 : 춘천시 동면 만천리 ~ 신북읍 천전리 7.18km, 동면 장학리 1.0km 구간 확장 개통[28]
- 2006년 2월 17일 : 춘천시 북산면 추곡리 ~ 양구군 양구읍 웅진리 6.115km 구간 신설 개통, 기존 19.25km 구간 폐지[29], 춘천시 신북읍 천전리 ~ 발산리 2.5km 구간을 자동차 전용도로로 지정[30][31]
- 2007년 6월 30일 : 남양주시 진건읍 사능리 ~ 호평동 6.134km 구간 개통[32]
- 2009년 12월 31일 : 양구군 양구읍 웅진리 ~ 남면 죽리 7.44km 구간 신설 개통 및 기존 양구읍 웅진리 ~ 학조리 10.52km 구간 폐지[33], 북면 ~ 용대간 도로(인제군 북면 한계리 ~ 원통리) 3.28km 구간 확장 개통[34]
- 2010년 7월 16일 : 북면 ~ 용대간 도로(인제군 북면 원통리 ~ 용대리) 10.86km 구간 조기 확장 개통, 기존 15.1km 구간 폐지[35]
- 2011년 12월 12일 : 진관 나들목 ~ 먹골 교차로(남양주시 진건읍 진관리) 1.0km 구간 조기 확장 개통[36]
- 2012년 3월 30일 : 배후령터널 및 신북 ~ 북산간 도로(춘천시 신북읍 유포리 ~ 화천군 간동면 간척리) 8.06km 구간 임시 개통[37]
- 2012년 6월 29일 : 퇴계원 나들목 연결도로(구리시 사노동 ~ 남양주시 별내면 화접리) 5.4km 구간 개통[38], 먹골 교차로(남양주시 진건읍 진관리) 개통[39]
- 2012년 12월 7일 : 신북 ~ 북산간 도로(춘천시 신북읍 유포리 ~ 화천군 간동면 간척리) 8.84km 구간 확장 개통 및 기존 12.76km 구간 폐지[40]
- 2013년 12월 27일 : 인제군 북면 용대리 800m 구간 선형개량[41]
- 2014년 2월 20일 : 남양주시 진건읍 진관리 ~ 사능리 3.0km 구간을 자동차 전용도로로 지정[42]
- 2014년 10월 6일 : 고성군 간성읍 대대리 ~ 신안리 1.14km 구간 개통[43]
- 2014년 11월 26일 : 진관IC ~ 사능간 도로(남양주시 진건읍 진관리) 1.2km 구간 확장 개통, 기존 구간 폐지[44]
- 2015년 6월 10일 : 남면우회도로(양구군 남면 죽리) 330m 구간 확장 개통, 기존 양구군 남면 죽리 ~ 구암리 330m 구간 폐지[45]
- 2024년 10월 25일: 영등포로터리 고가차도 철거[46]

## 주요 경유지
인천광역시
- 중구 (북성동2가 · 선린동 · 항동 · 해안동 · 항동 · 사동 · 신생동 · 신흥동) - 미추홀구 (숭의동 · 도화동 · 주안동) - 남동구 간석동 - 부평구 (십정동 · 부평동 · 부개동 · 일신동 · 구산동)

경기도
- 부천시 (송내동 · 심곡본동 · 소사본동 · 괴안동)

서울특별시
- 구로구 (온수동 · 오류동 · 궁동 · 오류동 · 개봉동 · 고척동 · 구로동 · 신도림동) - 영등포구 (문래동 · 영등포동 · 여의도동) - 마포대교 - 마포구 마포동 - 용산구 (청암동 · 원효로4가 · 이촌동 · 용산동 · 서빙고동 · 동빙고동 · 주성동 · 보광동 · 한남동) - 성동구 (옥수동 · 금호동 · 성수동) - 광진구 (자양동 · 구의동 · 광장동)

경기도
- 구리시 (아천동 · 교문동 · 인창동 · 사노동) - 남양주시 (진건읍 · 평내동 · 호평동 · 화도읍) - 가평군 (청평면 · 가평읍)

강원특별자치도
- 춘천시 (남산면 · 서면 · 신동면 · 동내면 · 동면 · 신북읍) - 화천군 간동면 - 춘천시 북산면 - 양구군 (양구읍 · 국토정중앙면) - 인제군 (남면 · 인제읍 · 북면) - 고성군 간성읍

## 노선
- (■): 자동차 전용도로 구간

### 인천광역시
| 이름                                                       | 접속 노선 | 소재지     | 소재지   | 비고                                                        |
| ---------------------------------------------------------- | --- | ---------- | -------- | ----------------------------------------------------------- |
| 인천역사거리                                               | 국도 제6호선 국도 제77호선 국가지원지방도 제84호선 국가지원지방도 제98호선 (제물량로) 월미로 차이나타운로51번길 | 인천광역시 | 중구     | 국도 제42, 77호선과 중복 국가지원지방도 제84, 98호선과 중복 |
| 인천중부경찰서                                             | | 인천광역시 | 중구     | 국도 제42, 77호선과 중복 국가지원지방도 제84, 98호선과 중복 |
| 중구청입구                                                 | 제물량로218번길                                                                                                 | 인천광역시 | 중구     | 국도 제42, 77호선과 중복 국가지원지방도 제84, 98호선과 중복 |
| 동인천등기소                                               | | 인천광역시 | 중구     | 국도 제42, 77호선과 중복 국가지원지방도 제84, 98호선과 중복 |
| 신포사거리                                                 | 신포로 제물량로                                                                                                 | 인천광역시 | 중구     | 국도 제42, 77호선과 중복 국가지원지방도 제84, 98호선과 중복 |
| (제1부두입구)                                              | 인중로 | 인천광역시 | 중구     | 국도 제42, 77호선과 중복 국가지원지방도 제84, 98호선과 중복 |
| 사동삼거리                                                 | 우현로 | 인천광역시 | 중구     | 국도 제42, 77호선과 중복 국가지원지방도 제84, 98호선과 중복 |
| 인천제2국제여객터미널 인천여자상업고등학교 이마트 동인천점 | | 인천광역시 | 중구     | 국도 제42, 77호선과 중복 국가지원지방도 제84, 98호선과 중복 |
| 수인사거리                                                 | 서해대로 | 인천광역시 | 중구     | 국도 제42, 77호선과 중복 국가지원지방도 제84, 98호선과 중복 |
| 신광사거리                                                 | 국도 제77호선 국가지원지방도 제84호선 국가지원지방도 제98호선 (제물량로) 도원로                                 | 인천광역시 | 중구     | 국도 제42, 77호선과 중복 국가지원지방도 제84, 98호선과 중복 |
| 숭의로터리                                                 | 독배로 샛골로 석정로                                                                                            | 인천광역시 | 미추홀구 | 국도 제42호선과 중복                                        |
| 장안사거리                                                 | 미추로 | 인천광역시 | 미추홀구 | 국도 제42호선과 중복                                        |
| 미추홀구청사거리                                           | 독정이로 | 인천광역시 | 미추홀구 | 국도 제42호선과 중복                                        |
| 숭의삼거리                                                 | 참외전로 | 인천광역시 | 미추홀구 | 국도 제42호선과 중복                                        |
| 제물포역 (제물포역삼거리)                                  | 수봉로 | 인천광역시 | 미추홀구 | 국도 제42호선과 중복                                        |
| 수봉공원입구교차로                                         | 수봉북로 | 인천광역시 | 미추홀구 | 국도 제42호선과 중복                                        |
| (이름 없음)                                                | 숙골로 주안로                                                                                                   | 인천광역시 | 미추홀구 | 국도 제42호선과 중복                                        |
| 도화 나들목                                                | 인천대로 | 인천광역시 | 미추홀구 | 국도 제42호선과 중첩 상행 진출, 진입 불가                   |
| 도화IC교차로                                               | 석바위로 한나루로                                                                                               | 인천광역시 | 미추홀구 | 국도 제42호선과 중첩                                        |
| 주안사거리                                                 | 제일로 | 인천광역시 | 미추홀구 | 국도 제42호선과 중첩                                        |
| 옛시민회관사거리                                           | 미추홀대로 | 인천광역시 | 미추홀구 | 국도 제42호선과 중첩                                        |
| 석바위사거리                                               | 경원대로 | 인천광역시 | 미추홀구 | 국도 제42호선과 중첩                                        |
| (이름 없음)                                                | 구월로 | 인천광역시 | 미추홀구 | 국도 제42호선과 중첩                                        |
| 인천경원초등학교                                           | | 인천광역시 | 미추홀구 | 국도 제42호선과 중첩                                        |
| (이름 없음)                                                | 석산로 | 인천광역시 | 남동구   | 국도 제42호선과 중첩                                        |
| (이름 없음)                                                | 문화로 주안로                                                                                                   | 인천광역시 | 남동구   | 국도 제42호선과 중첩                                        |
| 주원사거리                                                 | 예술로 | 인천광역시 | 남동구   | 국도 제42호선과 중첩                                        |
| 간석오거리 (간석오거리역) 간석오거리지하차도               | 국도 제42호선 (백범로) 남동대로                                                                                 | 인천광역시 | 남동구   | 국도 제42호선과 중첩                                        |
| 인천교통공사 (동암역입구)                                  | 동암남로 | 인천광역시 | 부평구   |                                                             |
| 부평삼거리 (부평삼거리역)                                  | 평온로 | 인천광역시 | 부평구   |                                                             |
| 부평사거리                                                 | 마장로 만월로                                                                                                   | 인천광역시 | 부평구   |                                                             |
| 동수역 (동수역사거리)                                      | 동수로 안남로                                                                                                   | 인천광역시 | 부평구   |                                                             |
| 동소정사거리                                               | 장제로 | 인천광역시 | 부평구   |                                                             |
| 부개사거리                                                 | 동수로 수변로                                                                                                   | 인천광역시 | 부평구   |                                                             |
| 송내 나들목                                                | 100호선 수도권제1순환고속도로                                                                                   | 인천광역시 | 부평구   |                                                             |
| 구산사거리                                                 | 무네미로 송내대로                                                                                               | 인천광역시 | 부평구   |                                                             |

### 경기도부천시
| 이름                       | 접속 노선                       | 소재지 | 소재지 | 비고                 |
| -------------------------- | ------------------------------- | ------ | ------ | -------------------- |
| 사단사거리                 | 무네미로448번길                 | 부천시 | 소사구 |                      |
| 중동역 (송내사거리)        | 중동로                          | 부천시 | 소사구 |                      |
| 심곡고가사거리             | 국도 제39호선 (신흥로) 심곡로   | 부천시 | 소사구 | 국도 제39호선과 중첩 |
| 부천역남부사거리           | 성주로                          | 부천시 | 소사구 | 국도 제39호선과 중첩 |
| 하우고개입구               | 하우로                          | 부천시 | 소사구 | 국도 제39호선과 중첩 |
| 소명지하차도               | 원미로                          | 부천시 | 소사구 | 국도 제39호선과 중첩 |
| 소사삼거리                 | 국도 제39호선 (호현로) 경인옛로 | 부천시 | 소사구 | 국도 제39호선과 중첩 |
| 소사역                     |                                 | 부천시 | 소사구 |                      |
| 성심고가사거리             | 성심고가교 경인옛길 지봉로      | 부천시 | 소사구 |                      |
| 역곡역 (역곡남부역 사거리) | 부광로                          | 부천시 | 소사구 |                      |
| 역곡고가 사거리            | 안곡로                          | 부천시 | 소사구 |                      |
| 유한대학교                 |                                 | 부천시 | 소사구 |                      |

### 서울특별시
| 이름                                                          | 접속 노선                                                 | 소재지     | 소재지   | 비고                                            |
| ------------------------------------------------------------- | --------------------------------------------------------- | ---------- | -------- | ----------------------------------------------- |
| 성공회대학교                                                  |                                                           | 서울특별시 | 구로구   |                                                 |
| 온수역 (온수역입구)                                           | 경인로3길                                                 | 서울특별시 | 구로구   |                                                 |
| 동부제강입구                                                  | 오리로                                                    | 서울특별시 | 구로구   |                                                 |
| 오류고가                                                      | 부일로                                                    | 서울특별시 | 구로구   |                                                 |
| 시티월드앞교차로                                              | 오류로                                                    | 서울특별시 | 구로구   |                                                 |
| 오류동삼거리                                                  | 고척로                                                    | 서울특별시 | 구로구   |                                                 |
| 오류동역 앞                                                   |                                                           | 서울특별시 | 구로구   |                                                 |
| 오류 나들목                                                   | 서울특별시도 제92호선 (남부순환로)                        | 서울특별시 | 구로구   |                                                 |
| 경인중학교                                                    |                                                           | 서울특별시 | 구로구   |                                                 |
| 개봉사거리                                                    | 경서로 개봉로                                             | 서울특별시 | 구로구   |                                                 |
| 구로소방서교차로                                              | 중앙로                                                    | 서울특별시 | 구로구   |                                                 |
| 동양미래대학앞                                                | 안양천로                                                  | 서울특별시 | 구로구   |                                                 |
| 고척교                                                        | 국도 제1호선 (서부간선도로)                               | 서울특별시 | 구로구   |                                                 |
| 구로역사거리                                                  | 구로중앙로                                                | 서울특별시 | 구로구   |                                                 |
| 거리공원입구                                                  | 공원로                                                    | 서울특별시 | 구로구   |                                                 |
| 신도림역                                                      |                                                           | 서울특별시 | 구로구   |                                                 |
| 도림교교차로                                                  | 도림천로                                                  | 서울특별시 | 영등포구 |                                                 |
| 문래동사거리 (영등포등기소) (구로세무서) (서울영등포초등학교) | 도림로 선유로                                             | 서울특별시 | 영등포구 |                                                 |
| 영등포역, 롯데백화점 (북부)                                   | 양평로                                                    | 서울특별시 | 영등포구 |                                                 |
| 영등포 로터리                                                 | 노들로 영등포로                                           | 서울특별시 | 영등포구 |                                                 |
| 서울교 북단                                                   | 여의대로                                                  | 서울특별시 | 영등포구 |                                                 |
| 여의도공원앞 여의도환승센터                                   | 의사당대로                                                | 서울특별시 | 영등포구 |                                                 |
| 마포대교교차로                                                | 여의동로 여의서로                                         | 서울특별시 | 영등포구 |                                                 |
| 마포대교                                                      |                                                           | 서울특별시 | 마포구   |                                                 |
| 마포대교 북단                                                 | 국가지원지방도 제23호선 (강변북로) 마포대로               | 서울특별시 | 마포구   | 국가지원지방도 제23호선와 중복                  |
| (이름 없음)                                                   | 원효로                                                    | 서울특별시 | 용산구   | 국가지원지방도 제23호선와 중복                  |
| 원효대교 북단                                                 | 청파로 여의대방로                                         | 서울특별시 | 용산구   | 국가지원지방도 제23호선와 중복                  |
| 동작대교 북단                                                 | 동작대로                                                  | 서울특별시 | 용산구   | 국가지원지방도 제23호선와 중복 하행 진출 불가   |
| 반포대교 북단                                                 | 녹사평대로                                                | 서울특별시 | 용산구   | 국가지원지방도 제23호선와 중복 하행 진출 불가   |
| 한남대교 북단                                                 | 한남대로                                                  | 서울특별시 | 용산구   | 국가지원지방도 제23호선와 중복 하행 진출입 불가 |
| 성수대교 분기점                                               | 동부간선도로                                              | 서울특별시 | 성동구   | 국가지원지방도 제23호선와 중복                  |
| 성수대교 북단                                                 | 고산자로 언주로                                           | 서울특별시 | 성동구   | 국가지원지방도 제23호선와 중복                  |
| 영동대교 북단                                                 | 국도 제47호선 (동일로) 국가지원지방도 제23호선 (영동대로) | 서울특별시 | 광진구   | 국가지원지방도 제23호선와 중복                  |
| 청담대교 북단                                                 | 동부간선도로                                              | 서울특별시 | 광진구   | 하행 진출, 진입 불가                            |
| 잠실대교 북단                                                 | 국도 제3호선 송파대로 자양로                              | 서울특별시 | 광진구   |                                                 |
| 강변역, 동서울터미널                                          |                                                           | 서울특별시 | 광진구   |                                                 |
| 올림픽대교 북단                                               | 강동대로 광나루로                                         | 서울특별시 | 광진구   | 하행 진출 불가                                  |
| 천호대교 북단                                                 | 강변북로 국도 제43호선 (천호대로)                         | 서울특별시 | 광진구   | 국도 제43호선과 중복                            |
| 광장사거리                                                    | 아차산로 천호대로                                         | 서울특별시 | 광진구   | 국도 제43호선과 중복                            |
| 광진청소년수련관 시끌                                         | 구천면로                                                  | 서울특별시 | 광진구   | 국도 제43호선과 중복                            |
| 쉐라톤 워커힐호텔                                             |                                                           | 서울특별시 | 광진구   | 국도 제43호선과 중복                            |

- 자동차 전용도로 구간
  - 마포대교 북단 - 천호대교 북단 (강변북로)

기존 구간 (1996년 이전의 노선)
- 마포대교 북단 - 마포역 - 공덕오거리 - 만리재로 - 서울역고가도로 - 회현사거리 - 퇴계로2가 - 충무로역 - 퇴계로4가 - 퇴계로5가 - 광희동사거리 - 동대문역사문화공원 - 청계6가 - 청계7가 - 청계8가 - 청계9가 - 서울시설공단 - 청계한신휴플러스 - 신답역 - 신답육교 - 동대문중 - 전농동사거리 - 배봉초교 - 장안동삼거리 - 장안지하차도 교차로 - 장안교 - 면목2동사거리 - 중랑전화국 - 동1로지하차도 교차로 - 상봉삼거리 - 상봉지하차도 교차로 - 망우역 - 신내지하차도 교차로 - 망우사거리 - 망우리고개

### 경기도
| 이름                                  | 접속 노선                                               | 소재지   | 소재지                                           | 비고                          |
| ------------------------------------- | ------------------------------------------------------- | -------- | ------------------------------------------------ | ----------------------------- |
| 아치울삼거리                          | 토평강변로                                              | 구리시   | 교문동                                           | 국도 제43호선과 중복          |
| 아치울마을입구 교차로                 | 아치울길                                                | 구리시   | 교문동                                           | 국도 제43호선과 중복          |
| 아천IC 교차로                         | 사가정로                                                | 구리시   | 교문동                                           | 국도 제43호선과 중복          |
| 코스모스길삼거리                      | 코스모스길                                              | 구리시   | 교문동                                           | 국도 제43호선과 중복          |
| 한다리마을입구 교차로                 | 한다리길                                                | 구리시   | 교문동                                           | 국도 제43호선과 중복          |
| 도림삼거리                            | 장자대로                                                | 구리시   | 교문동                                           | 국도 제43호선과 중복          |
| 정각사입구 교차로                     | 이문안로                                                | 구리시   | 교문동                                           | 국도 제43호선과 중복          |
| 구리시청 도림초등학교                 |                                                         | 구리시   | 교문동                                           | 국도 제43호선과 중복          |
| 세무서입구삼거리                      | 안골로                                                  | 구리시   | 교문동                                           | 국도 제43호선과 중복          |
| 삼육고등학교앞 교차로                 | 아차산로487번길                                         | 구리시   | 교문동                                           | 국도 제43호선과 중복          |
| 교문사거리                            | 국도 제6호선 (경춘로)                                   | 구리시   | 교문동                                           | 국도 제43호선과 중복          |
| 인창삼거리                            | 인창1로                                                 | 구리시   | 인창동                                           | 국도 제43호선과 중복          |
| 성림스포츠앞                          | 응달말로                                                | 구리시   | 인창동                                           | 국도 제43호선과 중복          |
| 도매시장사거리                        | 건원대로 동구릉로136번길                                | 구리시   | 동구동                                           | 국도 제43호선과 중복          |
| 구리 나들목                           | 100호선 수도권제1순환고속도로 북부간선도로              | 구리시   | 동구동                                           | 국도 제43호선과 중복          |
| 사노 나들목                           | 국도 제47호선 (금강로) 동구릉로 경춘북로                | 구리시   | 동구동                                           | 국도 제43, 47호선과 중복      |
| 사로교                                |                                                         | 남양주시 | 진건읍                                           | 국도 제43, 47호선과 중복      |
| 진관 나들목                           | 국도 제43호선 국도 제47호선 (금강로)                    | 남양주시 | 진건읍                                           | 국도 제43, 47호선과 중복      |
| 먹골 교차로 (진관육교)                | 국가지원지방도 제86호선 (양진로)                        | 남양주시 | 진건읍                                           |                               |
| 사능철도육교 사능1교 사능2교          |                                                         | 남양주시 | 진건읍                                           |                               |
| 사능 교차로                           | 사릉로                                                  | 남양주시 | 진건읍                                           |                               |
| 적성교                                |                                                         | 남양주시 | 진건읍                                           |                               |
| 사능1교 사능2교                       |                                                         | 남양주시 | 평내동                                           |                               |
| 호평터널                              |                                                         | 남양주시 | 평내동                                           | 상행 연장 513m 하행 연장 515m |
| 호평터널                              | 호평동                                                  | 남양주시 |                                                  | 상행 연장 513m 하행 연장 515m |
| 호평 나들목                           | 늘을1로                                                 | 남양주시 |                                                  |                               |
| 호평교 마치교                         |                                                         | 남양주시 |                                                  |                               |
| 마석터널                              |                                                         | 남양주시 | 상행 연장 1,320m 하행 연장 1,279m                |                               |
| 마석터널                              | 화도읍                                                  | 남양주시 | 상행 연장 1,320m 하행 연장 1,279m                |                               |
| 녹촌1교 녹촌2교                       |                                                         | 남양주시 |                                                  |                               |
| 마석 나들목 (화도 나들목)             | 60호선 서울양양고속도로 지방도 제387호선 (수레로)       | 남양주시 |                                                  |                               |
| 창현교                                |                                                         | 남양주시 |                                                  |                               |
| 모란터널                              |                                                         | 남양주시 | 상행 연장 1,610m 하행 연장 1,598m                |                               |
| 월산 나들목                           | 경춘로2248번길                                          | 남양주시 |                                                  |                               |
| 신포1교 신포2교 금남1교 금남2교       |                                                         | 남양주시 |                                                  |                               |
| 금남 나들목                           | 국도 제45호선 (북한강로)                                | 남양주시 | 국도 제45호선과 중복                             |                               |
| 샛터 교차로                           | 경춘로 북한강로                                         | 남양주시 | 국도 제45호선과 중복                             |                               |
| 구운교                                |                                                         | 가평군   | 국도 제45호선과 중복                             | 청평면                        |
| 대성리역                              |                                                         | 가평군   | 국도 제45호선과 중복                             | 청평면                        |
| 대성교차로                            | 국가지원지방도 제98호선 (남가로)                        | 가평군   | 국도 제45호선과 중복                             | 청평면                        |
| 신청평대교앞 삼거리                   | 국도 제37호선 지방도 제391호선 (유명로)                 | 가평군   | 국도 제37, 45호선과 중복 지방도 제391호선과 중복 | 청평면                        |
| 소돌마을앞 교차로 신청평1교           |                                                         | 가평군   | 국도 제37, 45호선과 중복 지방도 제391호선과 중복 | 청평면                        |
| 청평댐입구삼거리                      | 지방도 제391호선 (호반로)                               | 가평군   | 국도 제37, 45호선과 중복 지방도 제391호선과 중복 | 청평면                        |
| 청평대교앞 삼거리                     |                                                         | 가평군   | 국도 제37호선과 중복                             | 청평면                        |
| 청평아랫사거리 (청평삼거리/청평3거리) | 구청평로 청평중앙로                                     | 가평군   | 국도 제37호선과 중복                             | 청평면                        |
| 청평윗삼거리                          | 청평중앙로                                              | 가평군   | 국도 제37호선과 중복                             | 청평면                        |
| 조종교 (청평검문소앞삼거리)           | 청군로                                                  | 가평군   | 국도 제37호선과 중복                             | 청평면                        |
| 하천 나들목                           | 국도 제37호선 (조종로)                                  | 가평군   | 국도 제37호선과 중복                             | 청평면                        |
| 수리재마을입구삼거리                  | 수리재로                                                | 가평군   |                                                  | 청평면                        |
| 상천역입구삼거리                      | 상천역로                                                | 가평군   |                                                  | 청평면                        |
| 빛고개                                |                                                         | 가평군   |                                                  | 청평면                        |
| 하색교                                |                                                         | 가평군   | 가평읍                                           |                               |
| 가평고등학교                          |                                                         | 가평군   | 가평읍                                           |                               |
| 가평오거리 가평소방서                 | 국도 제75호선 지방도 제391호선 (호반로) (가화로) 석봉로 | 가평군   | 가평읍                                           |                               |
| 경강교                                |                                                         | 가평군   | 가평읍                                           |                               |

기존 구간 (1987년 또는 1989년 이전의 노선)
- 구리시 교문사거리 - 왕숙교
- 남양주시 왕숙교 - 남양주 나들목 (100호선 서울외곽순환고속도로) - 도농역 - 도농삼거리 - 금곡역 - 금곡사거리 - 돌팍고개 - 호평시내 - 마치고개 - 마석가구공단 - 마석역 - 샛터삼거리 - (현 구간과 합류) - 청평터미널 (청평 시내구간) - (현 구간과 합류) - 구 빛고개 - (현 구간과 합류) - 가평터미널 - 읍내사거리 - 가평교 - 구경강교

기존 구간 (1987년 또는 1989년 ~ 2005년의 노선)
- 교문사거리 - 왕숙교 - 남양주 나들목 (100호선 서울외곽순환고속도로) - 도농역 - 도농삼거리 - 금곡역 - 금곡사거리 - 돌팍고개 - 평내동 행정복지센터 - 마치터널 - 마석가구공단 입구 - 마석사거리 - 샛터삼거리 - (현 구간과 합류)

### 강원특별자치도
| 이름                               | 접속 노선                                                     | 소재지                                                           | 소재지       | 비고                                                   |
| ---------------------------------- | ------------------------------------------------------------- | ---------------------------------------------------------------- | ------------ | ------------------------------------------------------ |
| 경강교                             |                                                               | 춘천시                                                           | 남산면       |                                                        |
| (이름 없음)                        | 방하로                                                        | 춘천시                                                           | 남산면       |                                                        |
| 햇골교차로                         | 햇골로                                                        | 춘천시                                                           | 남산면       |                                                        |
| 경강교차로                         | 서백길                                                        | 춘천시                                                           | 남산면       |                                                        |
| 춘성대교                           |                                                               | 춘천시                                                           | 남산면       |                                                        |
| (이름 없음)                        | 보납로                                                        | 춘천시                                                           | 서면         | 상행 진출 불가                                         |
| 고역교(하행) 당림교(상행)          |                                                               | 춘천시                                                           | 서면         |                                                        |
| 강촌삼거리 (강촌시외버스정류장)    | 지방도 제403호선 (강촌로)                                     | 춘천시                                                           | 서면         | 지방도 제403호선과 중복                                |
| 등선교                             |                                                               | 춘천시                                                           | 서면         | 지방도 제403호선과 중복 상행 전용 교량                 |
| 의암 교차로                        | 지방도 제403호선 (박사로)                                     | 춘천시                                                           | 서면         | 지방도 제403호선과 중복                                |
| 의암교                             |                                                               | 춘천시                                                           | 서면         |                                                        |
| (이름 없음)                        | 옛경춘로                                                      | 춘천시                                                           | 신동면       | 하행 진입 불가                                         |
| 의암터널                           |                                                               | 춘천시                                                           | 신동면       | 상행 연장 307m 하행 연장 290m                          |
| 팔미 교차로                        | 국가지원지방도 제70호선 (한치로) 경춘로                       | 춘천시                                                           | 신동면       |                                                        |
| 학곡사거리                         | 국도 제5호선 (영서로)                                         | 춘천시                                                           | 동내면       | 국도 제5호선과 중복                                    |
| 춘천 나들목                        | 55호선 중앙고속도로                                           | 춘천시                                                           | 동내면       | 국도 제5호선과 중복                                    |
| (이름 없음)                        | 거두길                                                        | 춘천시                                                           | 동내면       | 국도 제5호선과 중복                                    |
| 만천사거리                         | 금촌로 한솔만천로                                             | 춘천시                                                           | 동면         | 국도 제5호선과 중복                                    |
| 강원특별자치도인재개발원           |                                                               | 춘천시                                                           | 동면         | 국도 제5호선과 중복                                    |
| 만천 분기점                        | 순환대로                                                      | 춘천시                                                           | 동면         | 국도 제5호선과 중복                                    |
| 동면 나들목                        | 국도 제56호선 국가지원지방도 제56호선 (가락재로) 춘천로       | 춘천시                                                           | 동면         | 국도 제5, 56호선과 중복 국가지원지방도 제56호선과 중복 |
| 소양6교                            |                                                               | 춘천시                                                           | 동면         | 국도 제5, 56호선과 중복 국가지원지방도 제56호선과 중복 |
| 천전 나들목                        | 신샘밭로                                                      | 춘천시                                                           | 신북읍       | 국도 제5, 56호선과 중복 국가지원지방도 제56호선과 중복 |
| 신북 교차로                        | 국도 제5호선 국도 제56호선 국가지원지방도 제56호선 (순환대로) | 춘천시                                                           | 신북읍       | 국도 제5, 56호선과 중복 국가지원지방도 제56호선과 중복 |
| 배후령터널                         |                                                               | 춘천시                                                           | 신북읍       | 연장 5,057m                                            |
| 서옥교차로                         | 배후령길                                                      | 화천군                                                           | 간동면       |                                                        |
| 간척사거리                         | 지방도 제461호선 (간척월명로) 오봉산길                        | 화천군                                                           | 간동면       |                                                        |
| 간척대교                           |                                                               | 화천군                                                           | 간동면       |                                                        |
| 추곡터널                           |                                                               | 화천군                                                           | 간동면       | 연장 864m                                              |
| 추곡삼거리                         | 북산로                                                        | 춘천시                                                           | 북산면       |                                                        |
| 추곡약수삼거리                     | 소양호로                                                      | 춘천시                                                           | 북산면       |                                                        |
| 추곡교                             |                                                               | 춘천시                                                           | 북산면       |                                                        |
| 수인터널                           |                                                               | 춘천시                                                           | 북산면       | 연장 2925m                                             |
| 수인사거리                         | 소양호로                                                      | 양구군                                                           | 양구읍       |                                                        |
| 수인교                             |                                                               | 양구군                                                           | 양구읍       |                                                        |
| 웅진터널                           |                                                               | 양구군                                                           | 양구읍       | 연장 1225m                                             |
| 웅진1터널                          |                                                               | 양구군                                                           | 양구읍       | 연장 385m                                              |
| 웅진교차로                         | 소양호로                                                      | 양구군                                                           | 양구읍       |                                                        |
| 웅진1교 웅진2교                    |                                                               | 양구군                                                           | 양구읍       |                                                        |
| 웅진2터널                          |                                                               | 양구군                                                           | 양구읍       | 연장 590m                                              |
| 공리터널                           |                                                               | 양구군                                                           | 양구읍       | 연장 1650m                                             |
| 공리교차로                         | 소양호로                                                      | 양구군                                                           | 양구읍       |                                                        |
| 학조리사거리                       | 지픈개길 학안로                                               | 양구군                                                           | 양구읍       |                                                        |
| 죽리초등학교 (대월2리삼거리)       | 봉화산로                                                      | 양구군                                                           | 국토정중앙면 |                                                        |
| 이리삼거리                         | 박수근로                                                      | 양구군                                                           | 국토정중앙면 |                                                        |
| 송청 교차로                        | 국도 제31호선 (금강산로) (춘양로)                             | 양구군                                                           | 국토정중앙면 |                                                        |
| 도촌초등학교                       | 국토정중앙로                                                  | 양구군                                                           | 국토정중앙면 |                                                        |
| 용하1 교차로                       | 양남로                                                        | 양구군                                                           | 국토정중앙면 |                                                        |
| 양구정중앙터미널                   |                                                               | 양구군                                                           | 국토정중앙면 |                                                        |
| 용하삼거리                         | 정중앙로                                                      | 양구군                                                           | 국토정중앙면 |                                                        |
| 국토정중앙면 행정복지센터 무쇠점교 |                                                               | 양구군                                                           | 국토정중앙면 |                                                        |
| (청3리)                            | 관대두무로                                                    | 양구군                                                           | 국토정중앙면 |                                                        |
| 청리교                             |                                                               | 양구군                                                           | 국토정중앙면 |                                                        |
| 양구터널                           |                                                               | 양구군                                                           | 국토정중앙면 | 연장 234m                                              |
| 원리교                             |                                                               | 양구군                                                           | 국토정중앙면 |                                                        |
| 신월리                             | 신월로                                                        | 양구군                                                           | 국토정중앙면 |                                                        |
| 양구대교                           |                                                               | 인제군                                                           | 남면         |                                                        |
| 상수내리                           | 수산로                                                        | 인제군                                                           | 남면         |                                                        |
| 통일교                             |                                                               | 인제군                                                           | 남면         |                                                        |
| 신남삼거리 신남버스터미널          | 국도 제44호선 (설악로) 신남로                                 | 인제군                                                           | 남면         | 신남 교차로와 연결                                     |
| 유목교차로                         | 국도 제44호선 (설악로)                                        | 인제군                                                           | 남면         | 국도 제44호선과 중복                                   |
| 새마을교차로                       | 시댁골길                                                      | 인제군                                                           | 남면         | 국도 제44호선과 중복                                   |
| 모루박교차로                       | 모루박길                                                      | 인제군                                                           | 남면         | 국도 제44호선과 중복                                   |
| 부평교차로                         | 부평정자로                                                    | 인제군                                                           | 남면         | 국도 제44호선과 중복                                   |
| 부평교                             |                                                               | 인제군                                                           | 남면         | 국도 제44호선과 중복                                   |
| 청구교차로                         |                                                               | 인제군                                                           | 남면         | 국도 제44호선과 중복                                   |
| 남전교 남전교차로                  | 관대두무로                                                    | 인제군                                                           | 남면         | 국도 제44호선과 중복                                   |
| (이름 없음)                        | 신상촌길                                                      | 인제군                                                           | 남면         | 국도 제44호선과 중복                                   |
| 인제대교                           |                                                               | 인제군                                                           | 남면         | 국도 제44호선과 중복                                   |
| 인제터널                           |                                                               | 인제군                                                           | 인제읍       | 국도 제44호선과 중복 상행 연장 922m 하행 연장 977m     |
| 인제공설운동장                     |                                                               | 인제군                                                           | 인제읍       | 국도 제44호선과 중복                                   |
| (이름 없음)                        | 비봉로                                                        | 인제군                                                           | 인제읍       | 국도 제44호선과 중복                                   |
| 합강교차로                         | 국도 제31호선 (내린천로)                                      | 인제군                                                           | 인제읍       | 국도 제31, 44호선과 중복                               |
| 덕산교차로                         | 한석산로                                                      | 인제군                                                           | 인제읍       | 국도 제31, 44호선과 중복                               |
| 북면교차로                         | 국도 제31호선 (광치령로) 지방도 제453호선 (원통로)            | 인제군                                                           | 인제읍       | 국도 제31, 44호선과 중복                               |
| 서호교                             |                                                               | 인제군                                                           | 북면         | 국도 제44호선과 중복                                   |
| (이름 없음)                        | 금강로                                                        | 인제군                                                           | 북면         | 국도 제44호선과 중복                                   |
| 원통교차로                         | 원통로                                                        | 인제군                                                           | 북면         | 국도 제44호선과 중복                                   |
| 관벌교차로                         |                                                               | 인제군                                                           | 북면         | 국도 제44호선과 중복                                   |
| 한계교차로                         | 국도 제44호선 (설악로)                                        | 인제군                                                           | 북면         | 국도 제44호선과 중복                                   |
| 모란골교차로                       | 고원통로                                                      | 인제군                                                           | 북면         |                                                        |
| 고원통교차로                       | 고원통로                                                      | 인제군                                                           | 북면         |                                                        |
| 한계터널                           |                                                               | 인제군                                                           | 북면         | 연장 1,272m                                            |
| 용대터널                           |                                                               | 인제군                                                           | 북면         | 연장 934m                                              |
| 정자문교차로                       | 고원통로                                                      | 인제군                                                           | 북면         |                                                        |
| 아랫남교차로                       | 아랫남교길                                                    | 인제군                                                           | 북면         |                                                        |
| 윗남교차로                         | 아랫남교길                                                    | 인제군                                                           | 북면         |                                                        |
| 용대관광지교차로                   | 만해로                                                        | 인제군                                                           | 북면         |                                                        |
| 백담교차로 백담입구시외버스터미널  | 백담로                                                        | 인제군                                                           | 북면         |                                                        |
| 용대 교차로 용대삼거리             | 국가지원지방도 제56호선 (미시령로) 황태길                     | 인제군                                                           | 북면         |                                                        |
| 용대1교 용대2교                    |                                                               | 인제군                                                           | 북면         |                                                        |
| 용대리자연휴양림                   | 용화동길                                                      | 인제군                                                           | 북면         |                                                        |
| 군계교                             |                                                               | 인제군                                                           | 북면         |                                                        |
| 서: 인제군 동: 고성군              | 서: 북면 동: 간성읍                                           |                                                                  |              |                                                        |
| 서: 인제군 동: 고성군              | 서: 북면 동: 간성읍                                           | 진부령                                                           | 흘리길       | 해발 520m                                              |
| 고성군                             | 간성읍                                                        | 진부령                                                           | 흘리길       | 해발 520m                                              |
| 고성군                             | 간성읍                                                        | 진부2교 진부1교 진부교 제추교 신평교 장신5교 부동교 광산초등학교 |              |                                                        |
| 고성군                             | 간성읍                                                        | (광산1리)                                                        | 광해길       |                                                        |
| 고성군                             | 간성읍                                                        | 교동리                                                           | 어천길       |                                                        |
| 고성군                             | 간성읍                                                        | 간성향교                                                         |              |                                                        |
| 고성군                             | 간성읍                                                        | (간촌교 북단)                                                    | 교촌길       |                                                        |
| 고성군                             | 간성읍                                                        | 교동교                                                           | 건봉사로     |                                                        |
| 고성군                             | 대대삼거리                                                    | 진부령로                                                         | 거진읍       |                                                        |
| 고성군                             | 북천교                                                        |                                                                  | 거진읍       |                                                        |
| 고성군                             | 북천 교차로                                                   | 간성로                                                           | 거진읍       |                                                        |
| 고성군                             | 상리 교차로                                                   | 국도 제7호선 (동해대로)                                          | 거진읍       | 종점                                                   |

기존 구간 (1989년 이전의 노선)
- 구경강교 - (현 구간과 합류) - 의암교차로 - 신연교 - 의암호 인어동상 - 칠전동 - 공지천교 - 구 춘천시외버스터미널 - 중앙로터리 - 캠페이지 입구 - 소양1교 - 신북읍 - 천전삼거리 - 춘천공원묘원 앞교차로 - (현 구간과 합류)

기존 구간 (1990년대의 노선)
- (현 구간) - 팔미교차로 - 칠전동 - 온의사거리 - 남부사거리 - 운교사거리 - 중앙로터리 - 캠페이지 입구 - 소양1교 - 신북읍 - 천전삼거리 - 춘천공원묘원 앞교차로 - (현 구간과 합류)

기존 구간 (2000년대 초반의 노선)
- (현 구간) - 만천 나들목 - 감정교 - 동면파출소 - 가산초등학교 - 춘천농촌문화회관 - 천전삼거리 - 춘천공원묘원 앞교차로 - (현 구간과 합류) - 38선쉼터 - 공리 나들목 - (현 구간 합류)

## 도로명
인천광역시
- 중구 인천역사거리 ~ 신포사거리 : 제물량로
- 중구 신포사거리 ~ (제1부두입구) : 신포로
- 중구 (제1부두입구) ~ 미추홀구 숭의로터리 : 인중로
- 미추홀구 숭의로터리 ~ 부평구 구산사거리 : 경인로

경기도
- 부천시 소사구 구산사거리 ~ 유한대학교 : 경인로

서울특별시
- 구로구 성공회대학교 ~ 영등포구 서울교 교차로 : 경인로
- 영등포구 서울교 교차로 ~ 마포구 마포대교북단 교차로 : 여의대로
- 마포구 마포대교북단 교차로 ~ 광진구 천호대교북단 나들목 : 강변북로
- 광진구 천호대교북단 나들목 ~ 광장사거리 : 천호대로
- 광진구 광장사거리 ~ 쉐라톤 워커힐호텔 : 아차산로

경기도
- 구리시 교문동 ~ 교문사거리 : 아차산로
- 구리시 교문동 교문사거리 ~ 동구동 사노 나들목 : 동구릉로
- 구리시 동구동 사노 나들목 ~ 남양주시 진건읍 진관 나들목 : 금강로
- 남양주시 진건읍 진관 나들목 ~ 화도읍 금남 교차로 : 신경춘로
- 남양주시 화도읍 샛터 교차로 ~ 가평군 가평읍 경강교 : 경춘로

강원특별자치도
- 춘천시 남산면 경강교 ~ 신동면 팔미 교차로 : 경춘로
- 춘천시 신동면 팔미 교차로 ~ 신북읍 신북 교차로 : 순환대로
- 춘천시 신북읍 신북 교차로 ~ 양구군 국토정중앙면 송청삼거리 : 춘양로
- 양구군 국토정중앙면 송청삼거리 ~ 용하삼거리 : 정중앙로
- 양구군 국토정중앙면 용하삼거리 ~ 인제군 남면 신남삼거리 : 삼팔선로
- 인제군 남면 신남삼거리 ~ 유목 교차로 : 신남로
- 인제군 남면 유목 교차로 ~ 북면 한계 교차로 : 설악로
- 인제군 북면 한계 교차로 ~ 용대 교차로 : 미시령로
- 인제군 북면 용대 교차로 ~ 고성군 거진읍 대대삼거리 : 진부령로
- 고성군 거진읍 대대삼거리 ~ 상리 교차로 : 간성로

## 자동차 전용도로 구간
아래 구간은 국토교통부에서 지정한 자동차 전용도로 구간이므로 보행자, 자전거 등은 통행할 수 없다. 이륜자동차 (모터사이클 혹은 오토바이)는 긴급자동차 (싸이카 및 소방용 모터사이클 등)에 한해 통행이 가능하며, 그 밖의 이륜자동차와 경운기, 우마차, 트랙터, 손수레는 통행할 수 없다.
| 도로명   | 시점                                             | 종점                                             | 총연장 (km) | 차로수 | 지정일           |
| -------- | ------------------------------------------------ | ------------------------------------------------ | ----------- | ------ | ---------------- |
| 강변북로 | 서울특별시 마포구 마포동(마포대교 북단)          | 서울특별시 광진구 광장동(천호대교 북단)          | 약 19.8     | 8      | 1997년 5월 10일  |
| 신경춘로 | 경기도 남양주시 진건읍 진건리(진건 나들목)       | 경기도 남양주시 진건읍 사능리(사릉 나들목)       | 3.0         | 4      | 2014년 2월 20일  |
| 신경춘로 | 경기도 남양주시 진건읍 사능리(사릉 나들목)       | 경기도 남양주시 호평동(호평 나들목)              | 6.0         | 4      | 1998년 9월 24일  |
| 신경춘로 | 경기도 남양주시 호평동(호평 나들목)              | 경기도 남양주시 화도읍 금남리(금남 나들목)       | 11.6        | 4      | 1997년 5월 12일  |
| 순환대로 | 강원특별자치도 춘천시 동면 만천리(만천 분기점)   | 강원특별자치도 춘천시 신북읍 천전리(천전 나들목) | 6.687       | 4      | 2001년 11월 19일 |
| 순환대로 | 강원특별자치도 춘천시 신북읍 천전리(천전 나들목) | 강원특별자치도 춘천시 신북읍 발산리(신북 교차로) | 2.5         | 4      | 2006년 2월 17일  |

## 사진

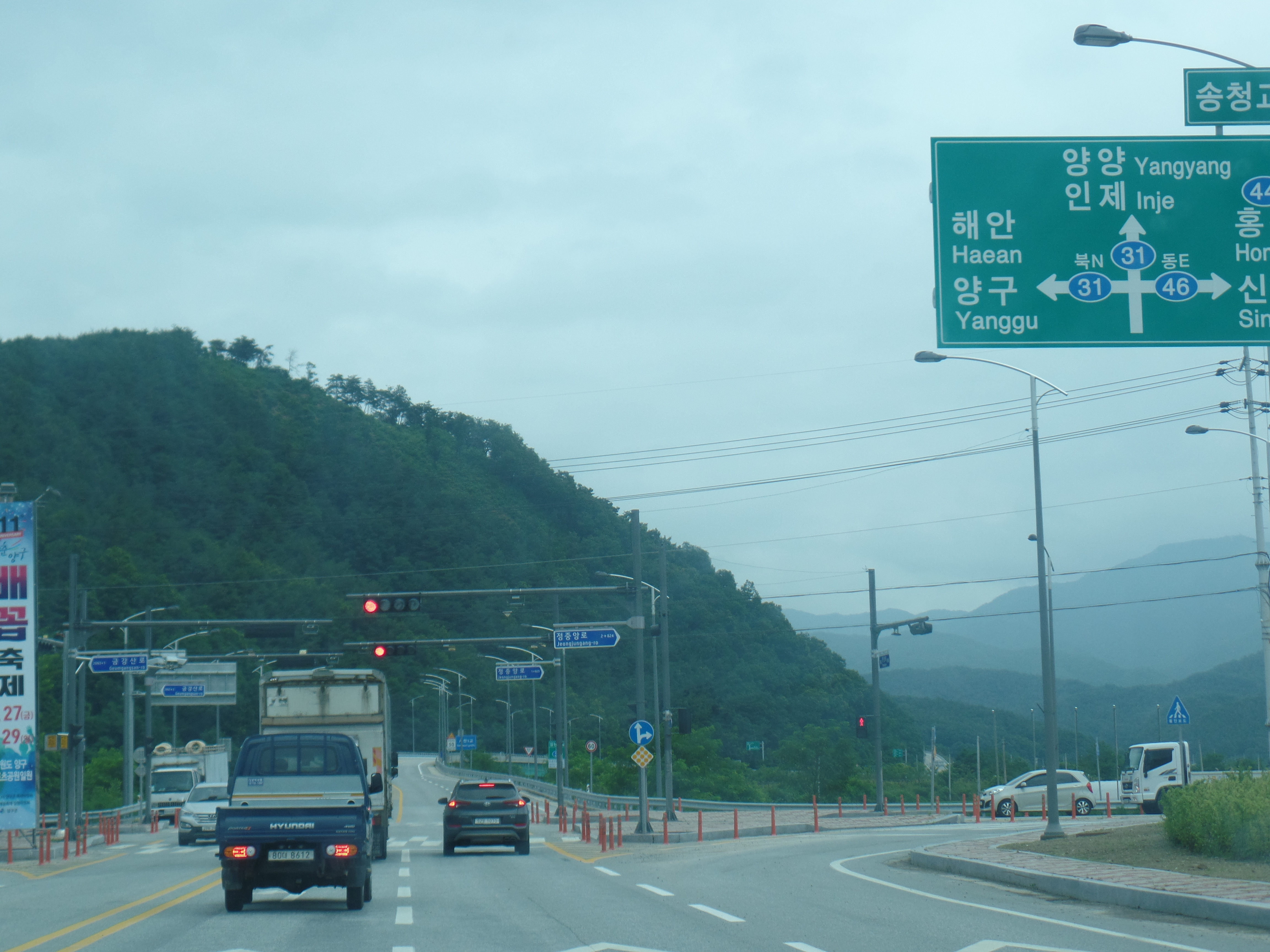
송천교차로
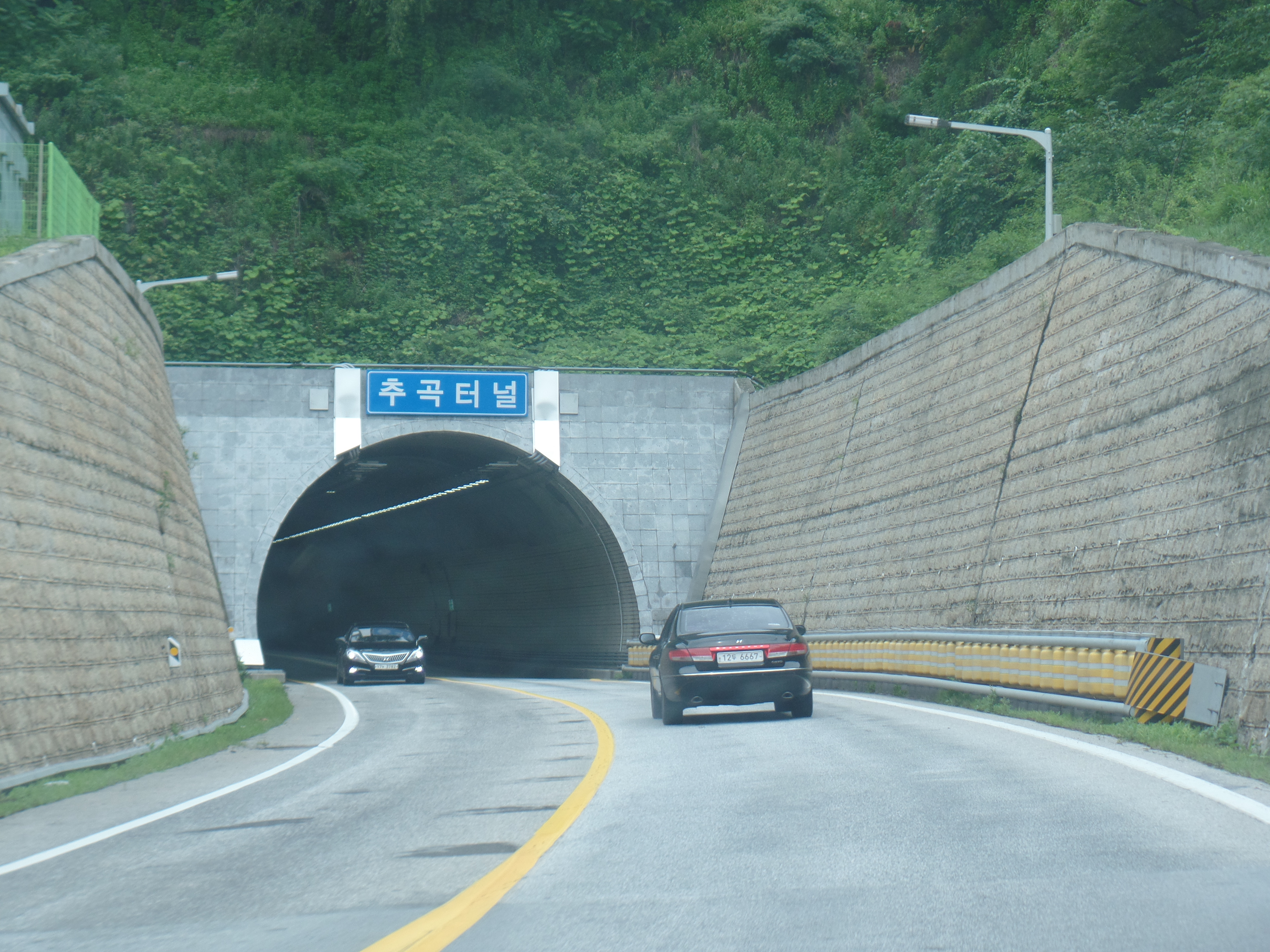
추곡터널
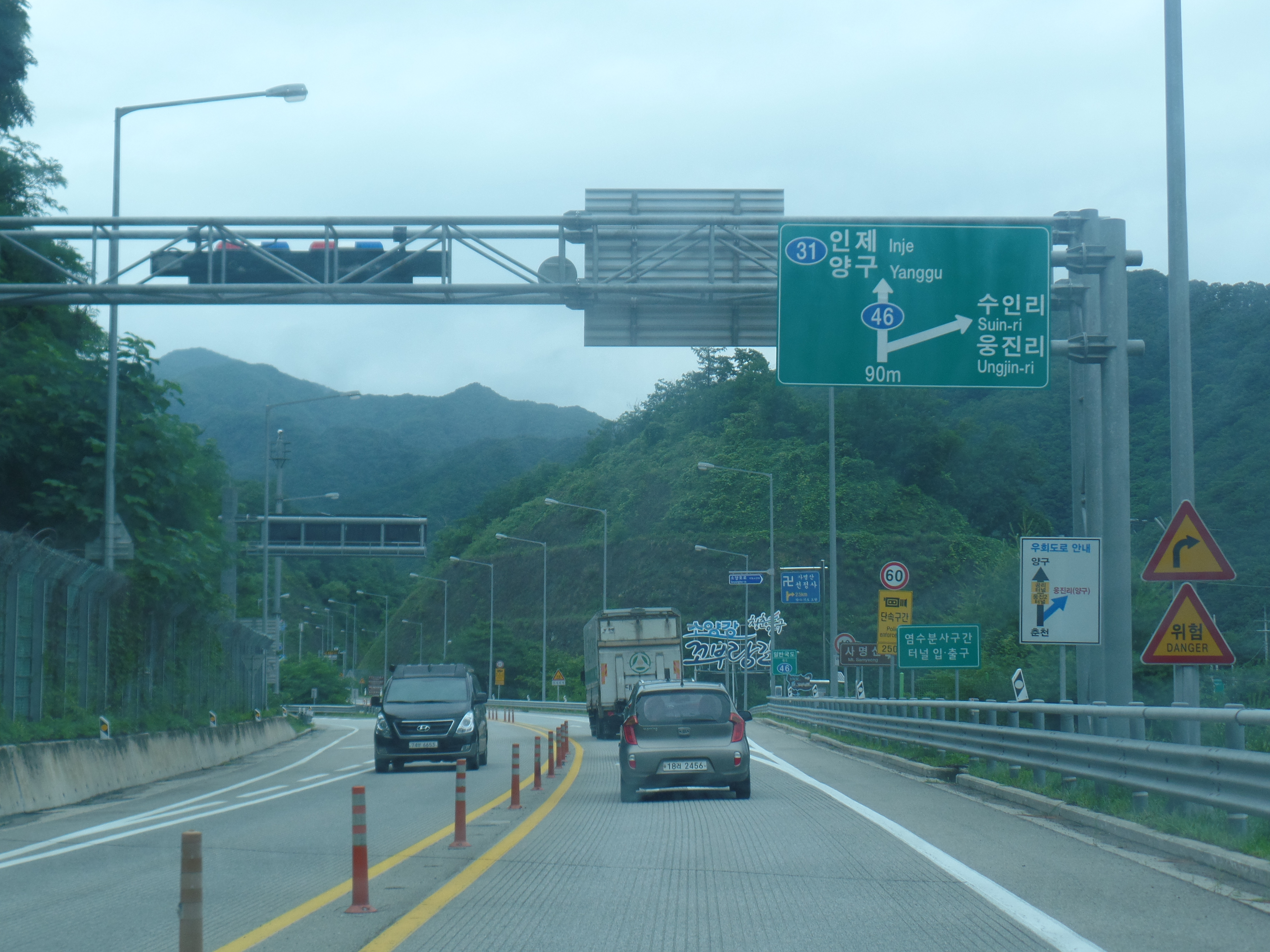
인제, 양구 방향
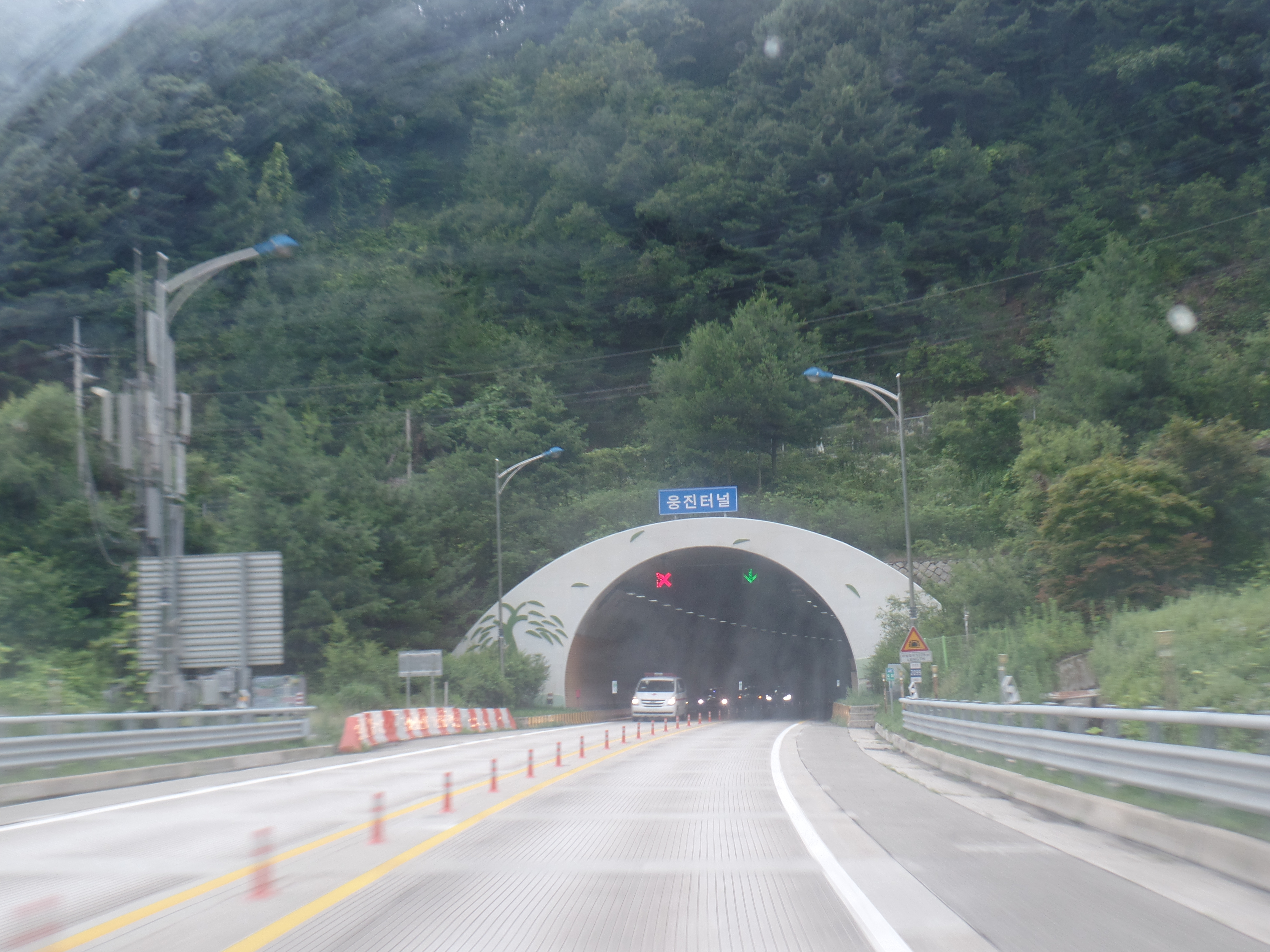
웅진터널
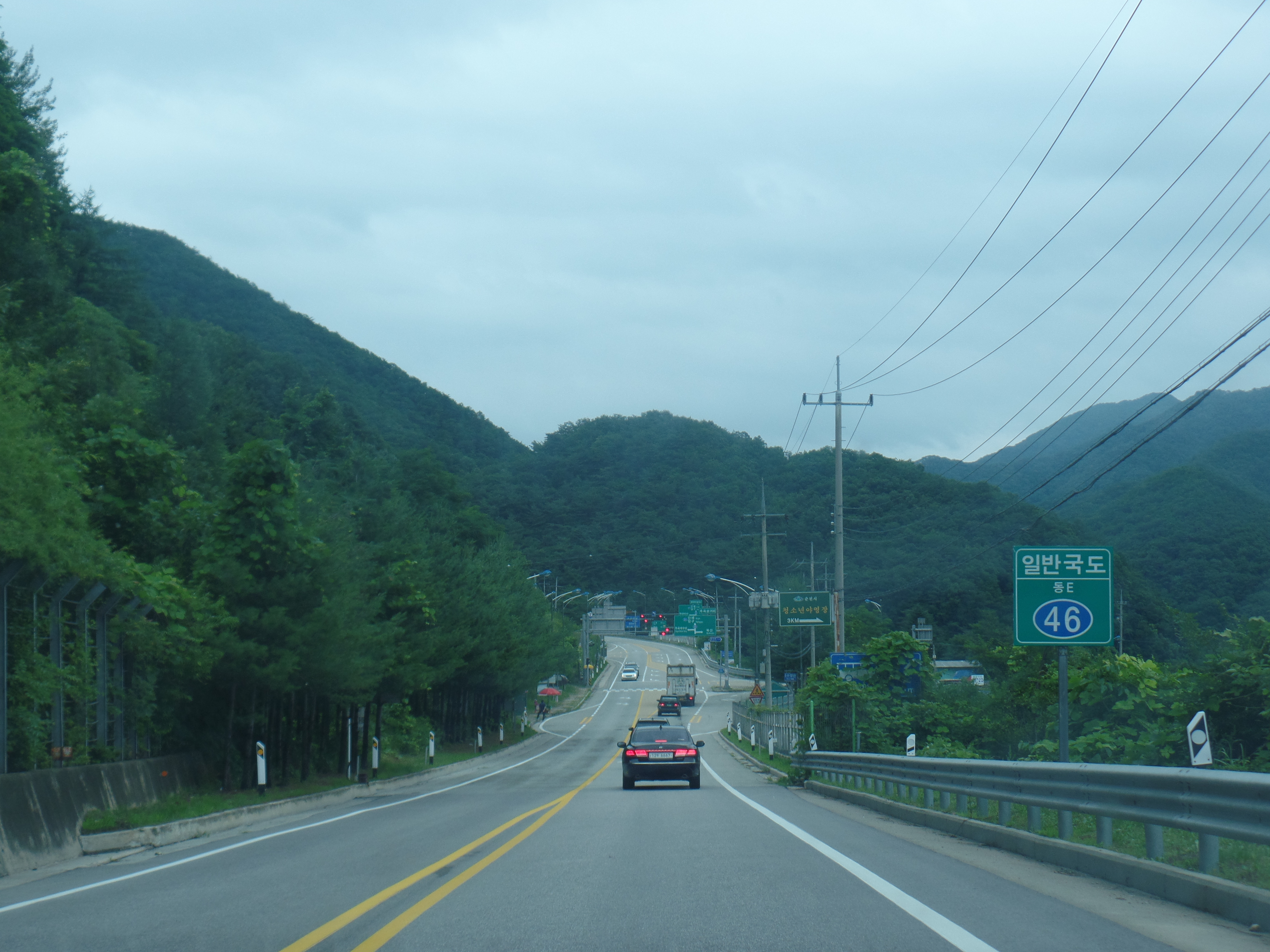
운수골교차로~추곡삼거리 구간
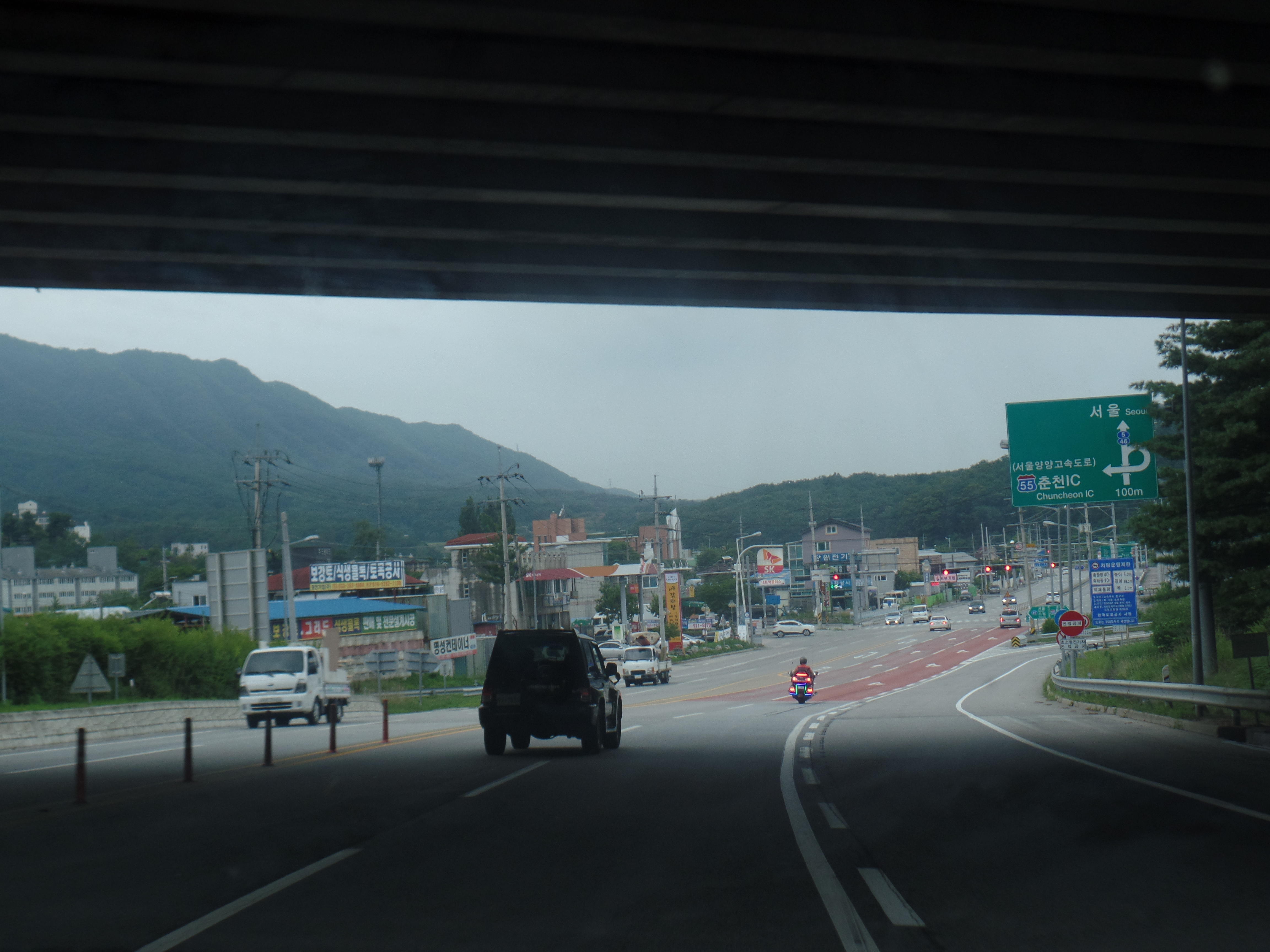
춘천나들목
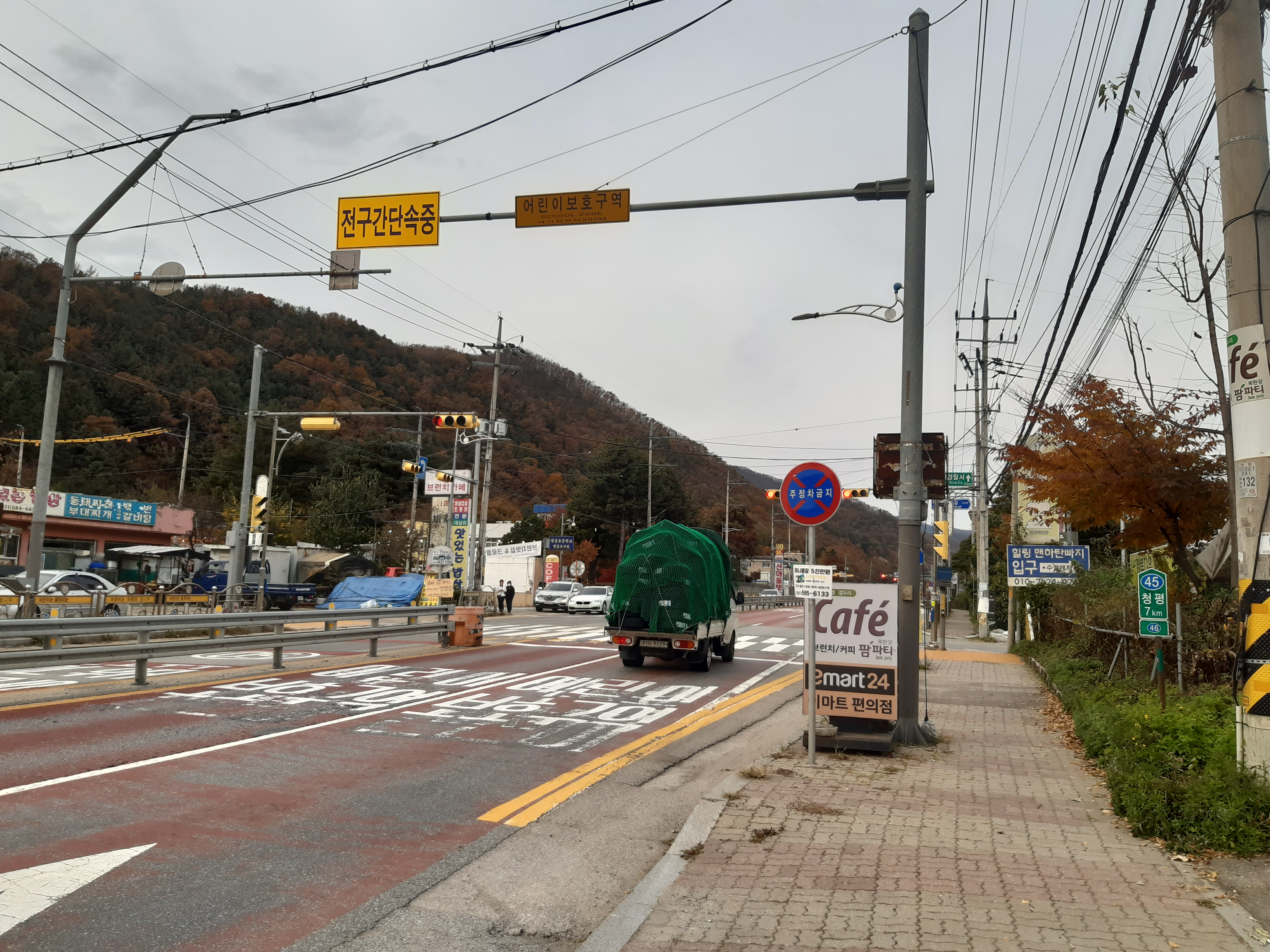
대성리역 부근
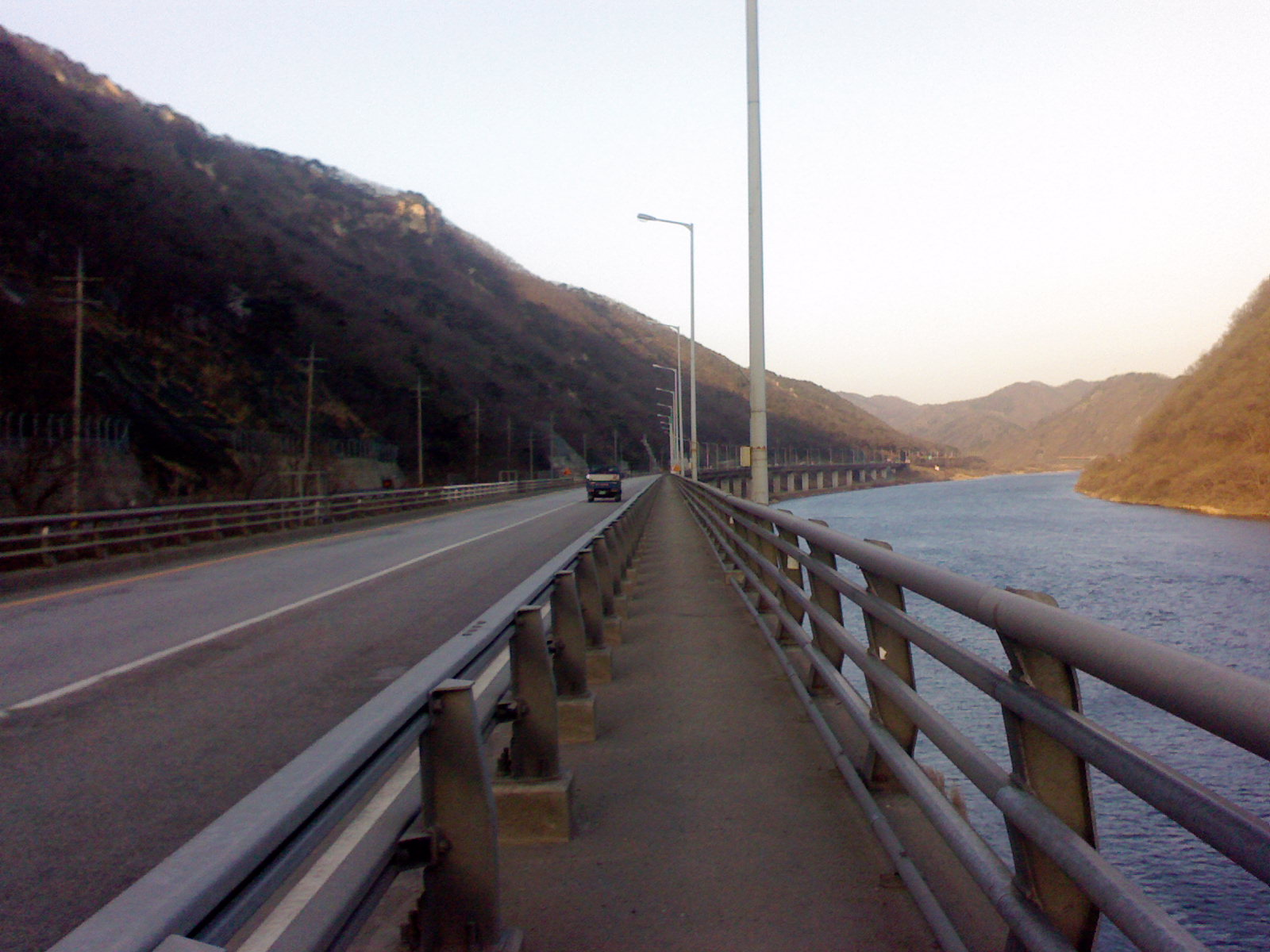
등선교 고성 방향
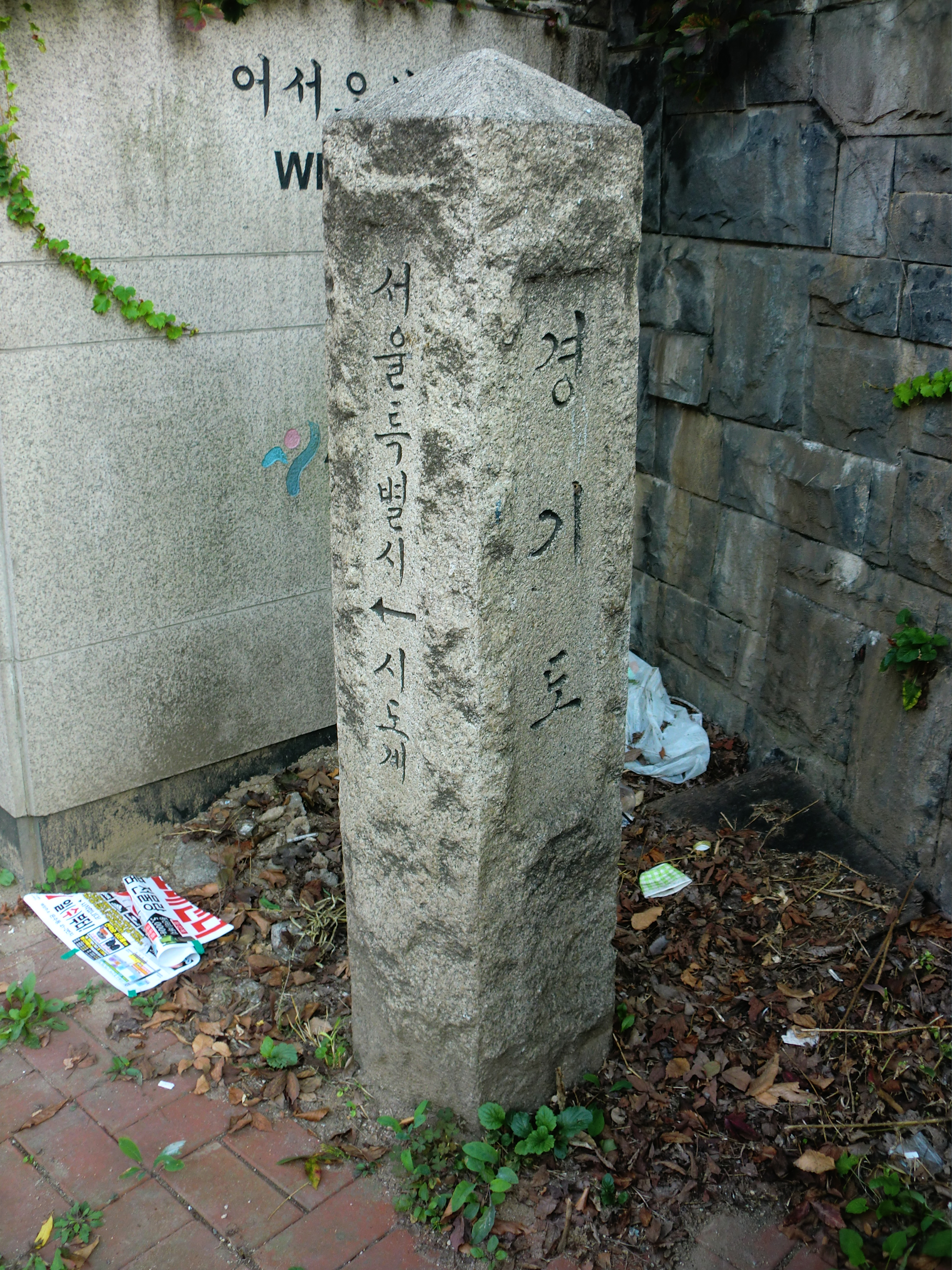
경기도 부천시와 서울특별시 경계
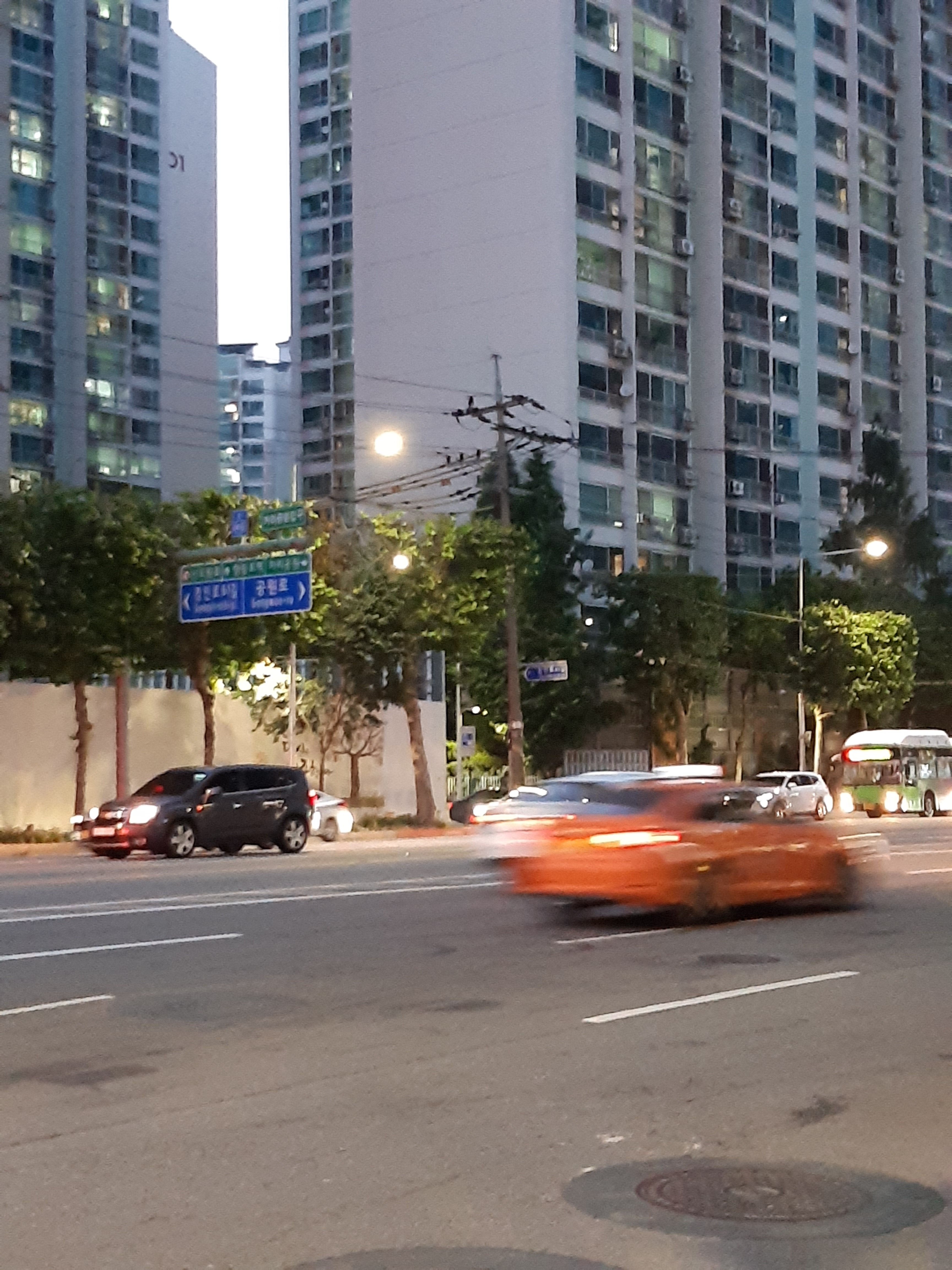
거리공원입구
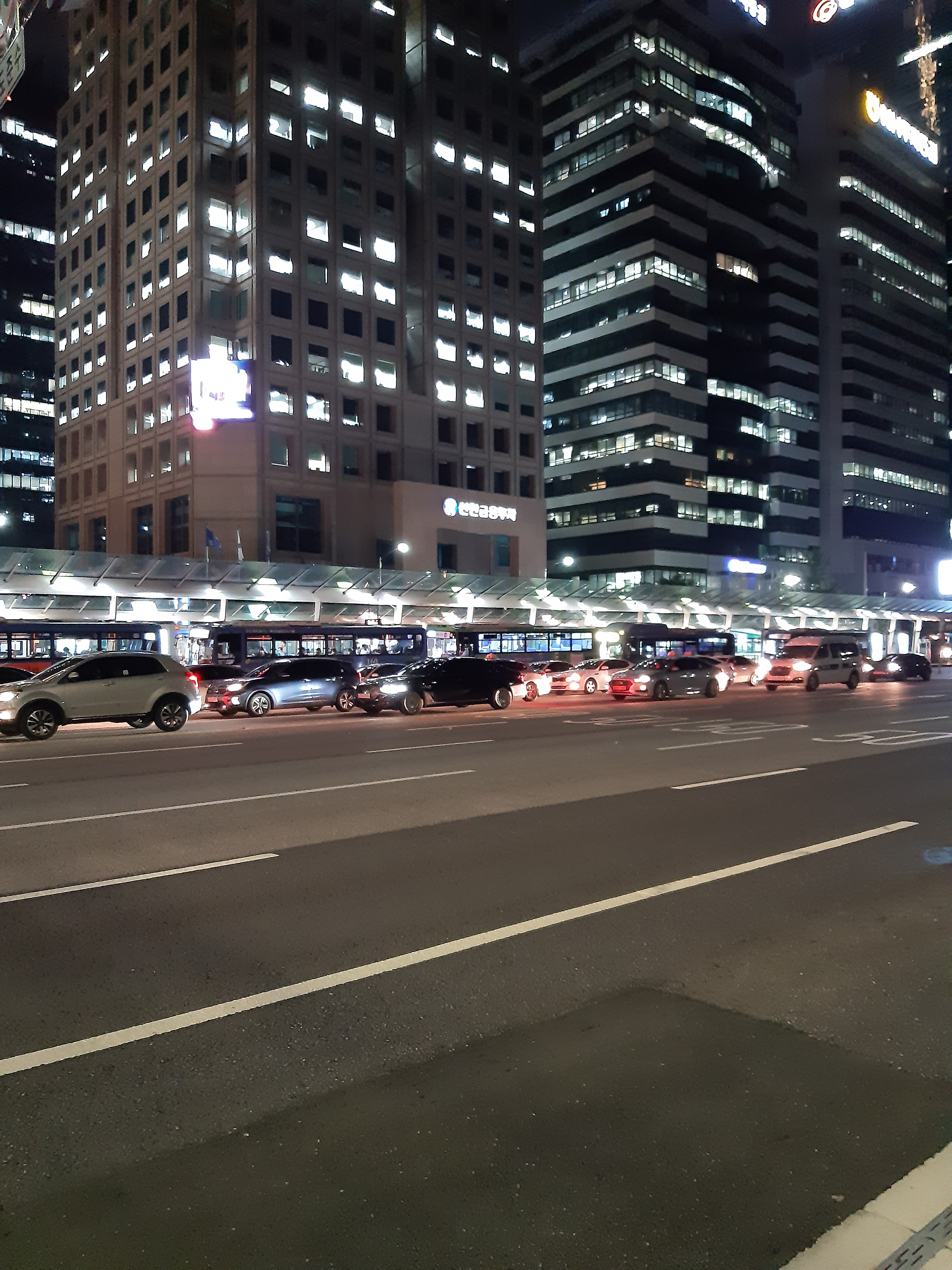
여의도환승센터 부근
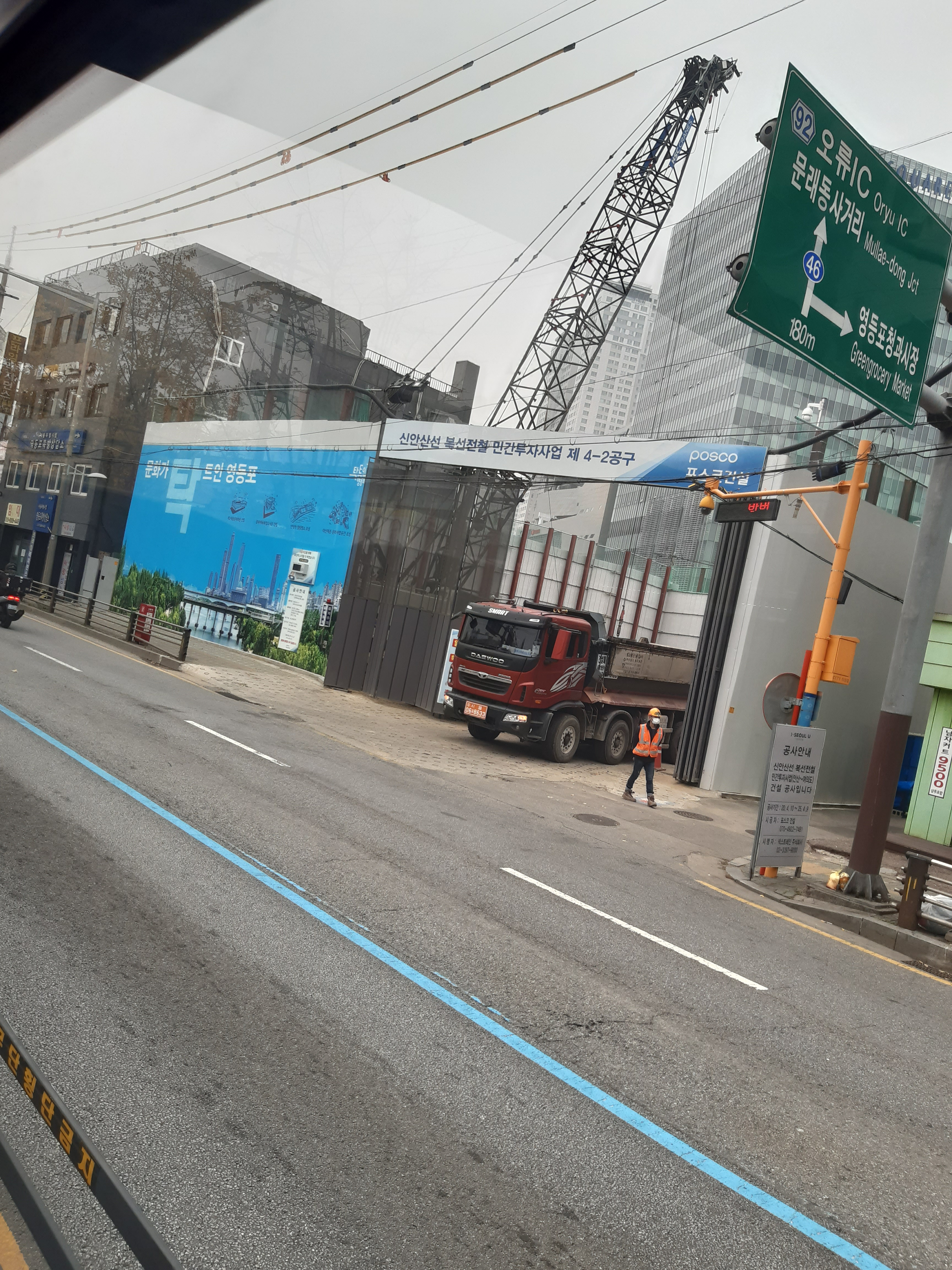
공사중인 신안산선 영등포역
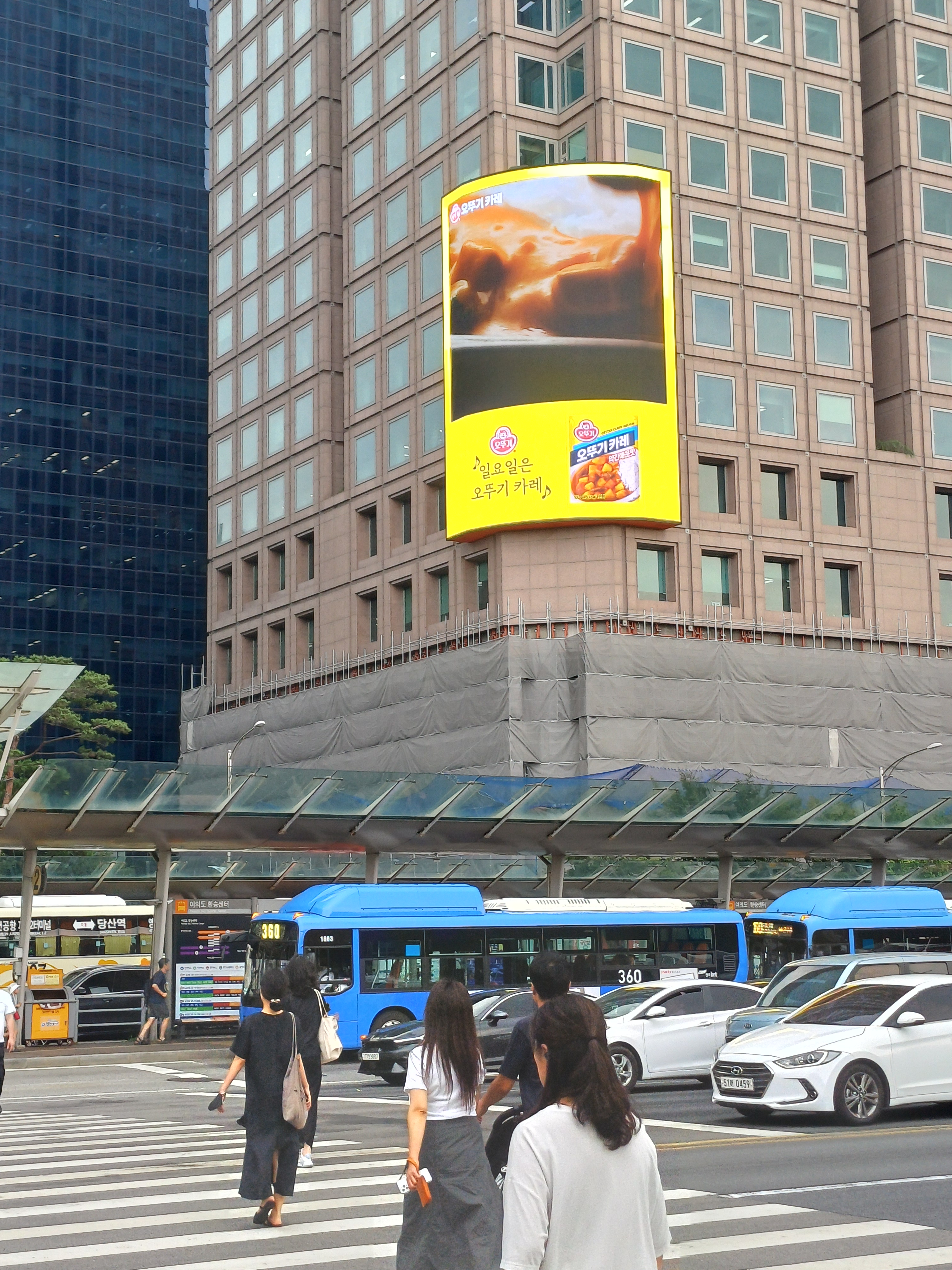
여의도환승센터
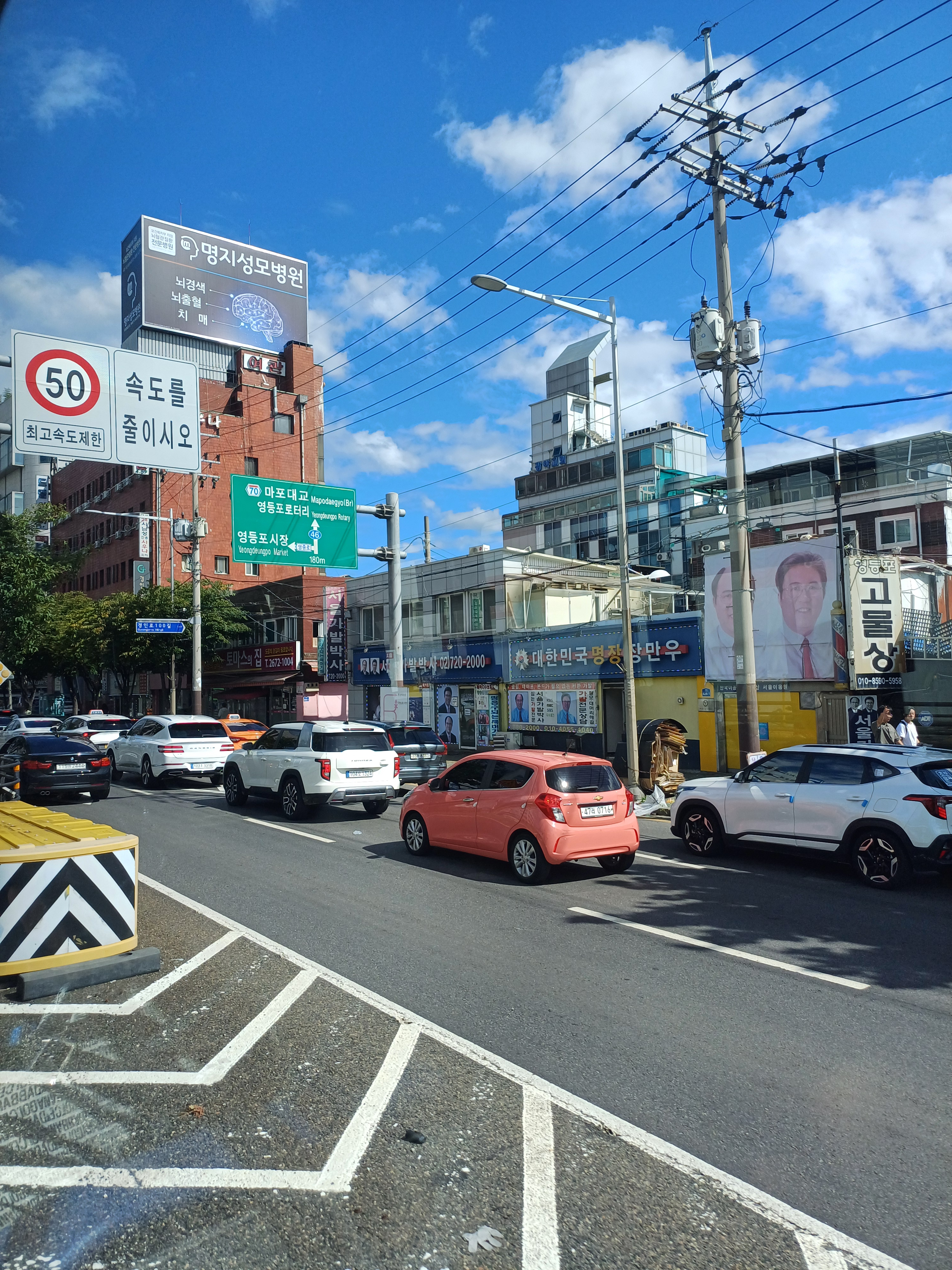
46번 국도
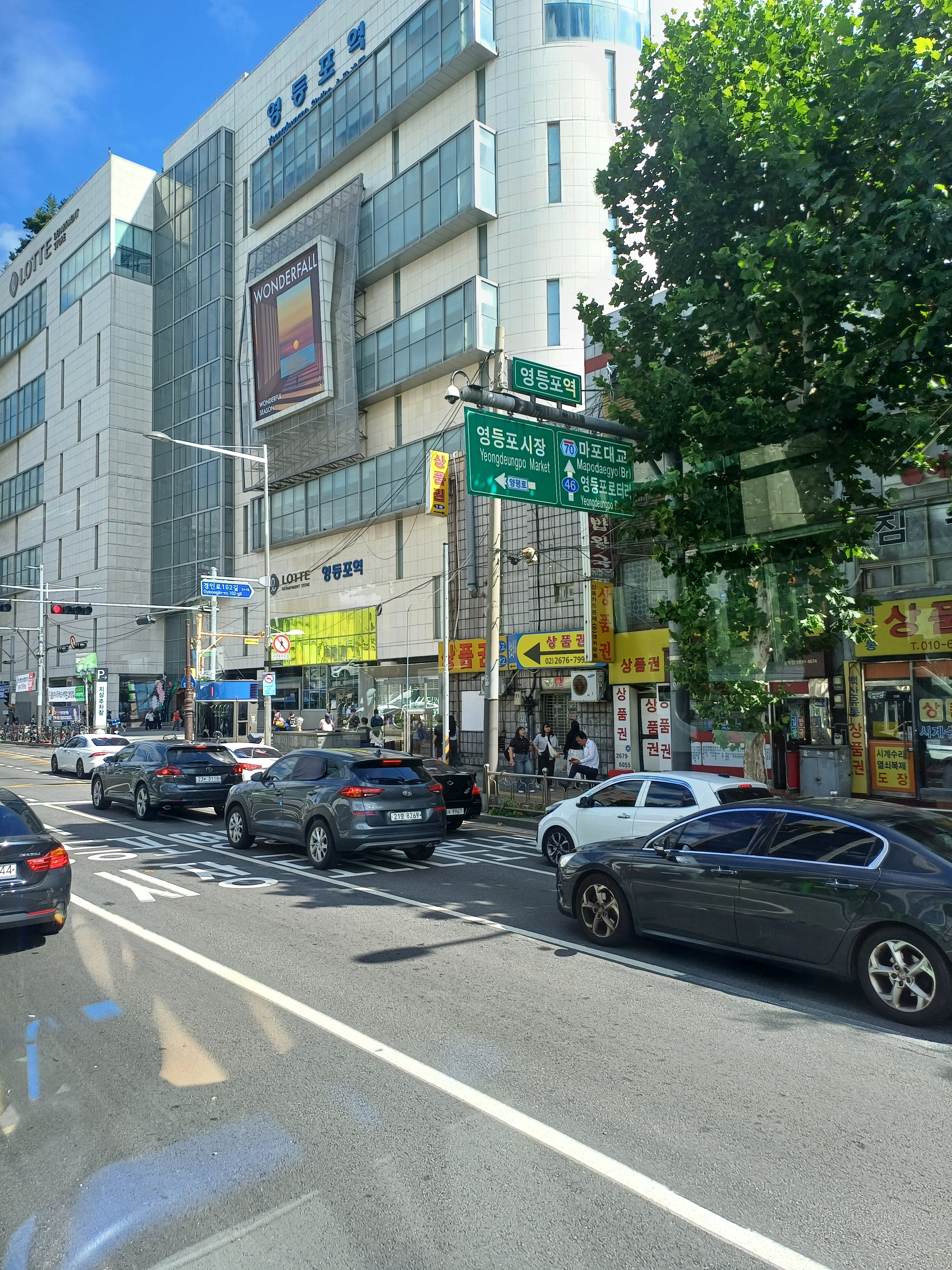
영등포역
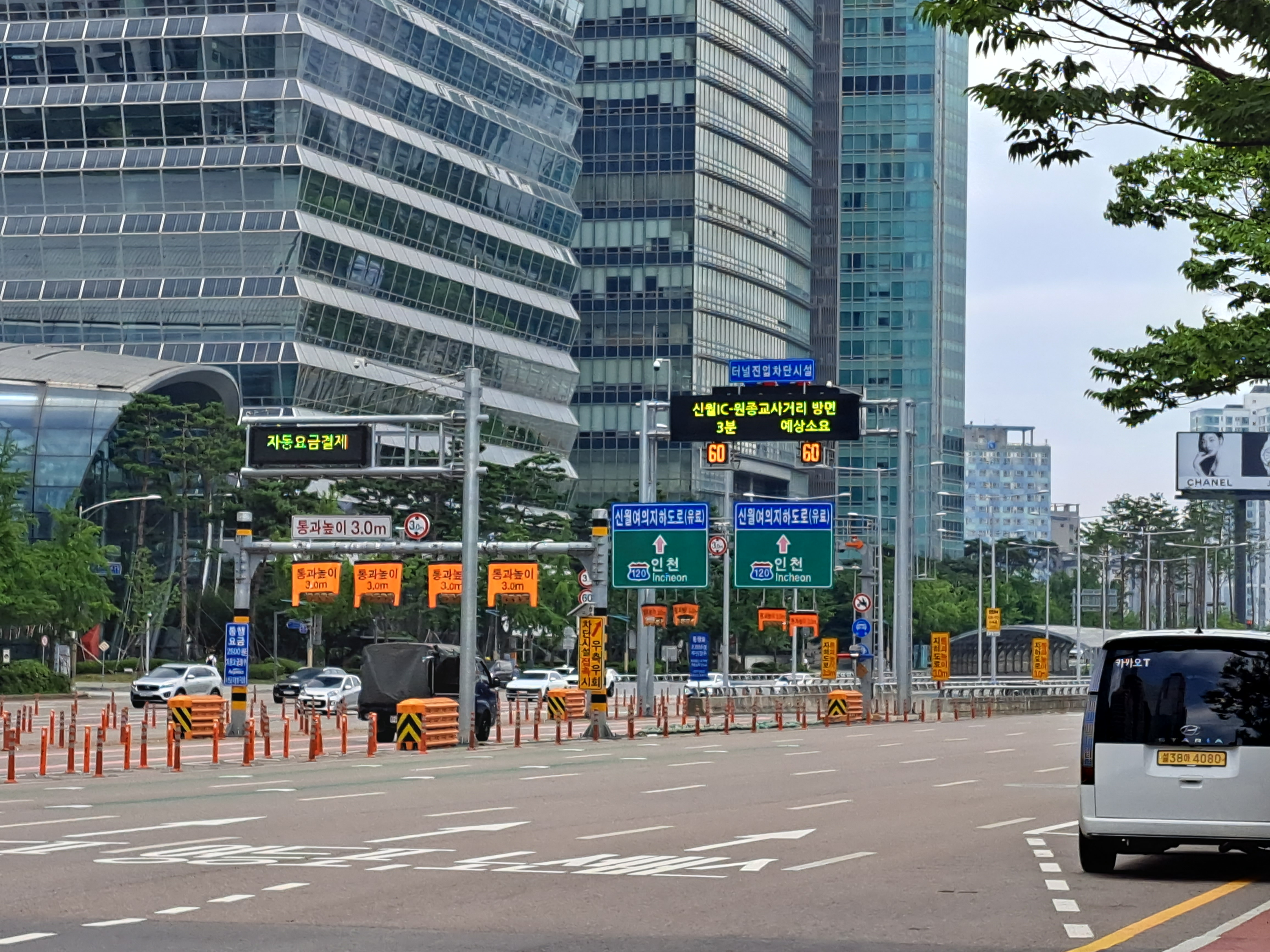
여의나루 나들목(신월여의지하도로)
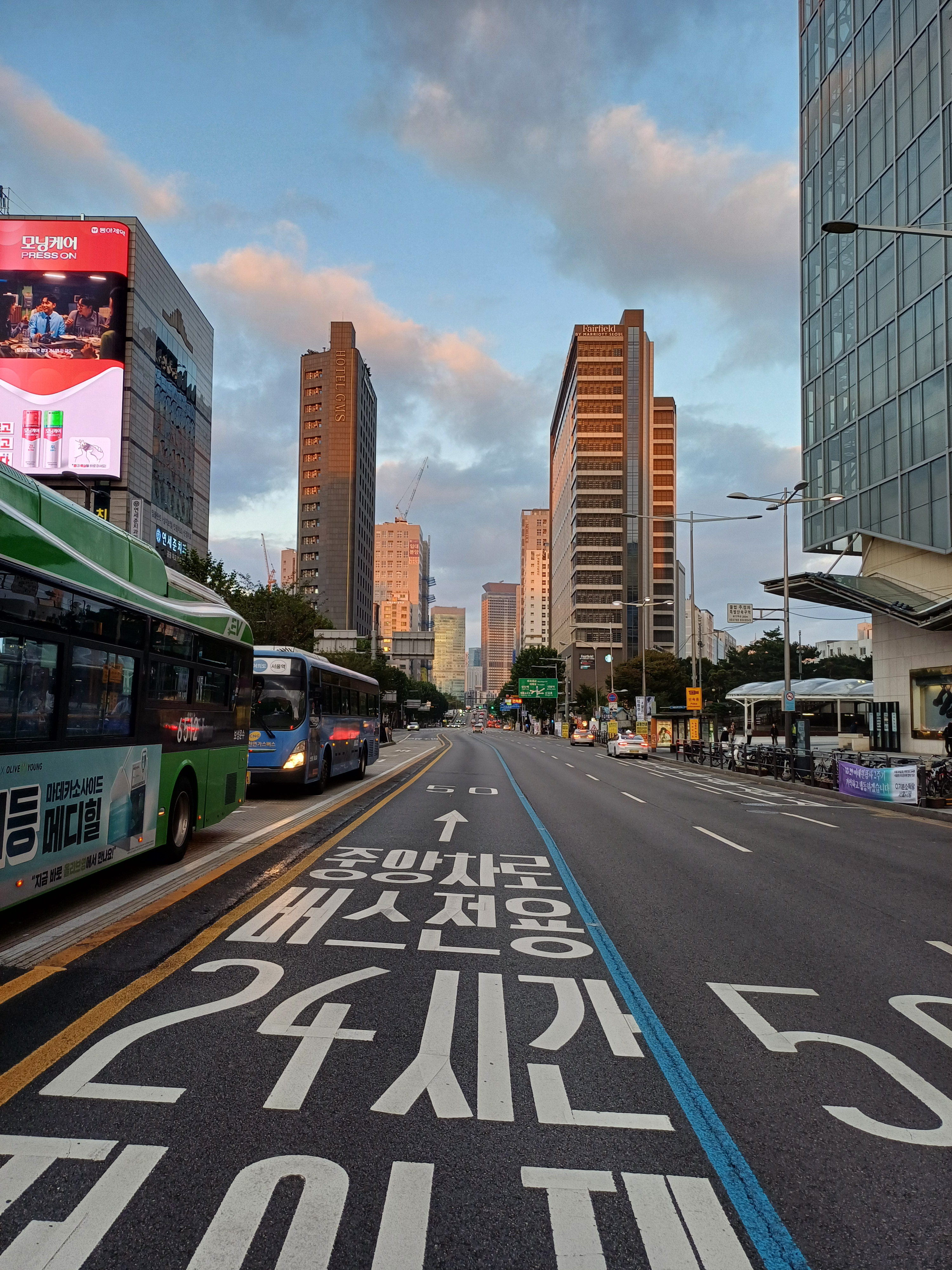
영등포역부근 중앙버스전용차로
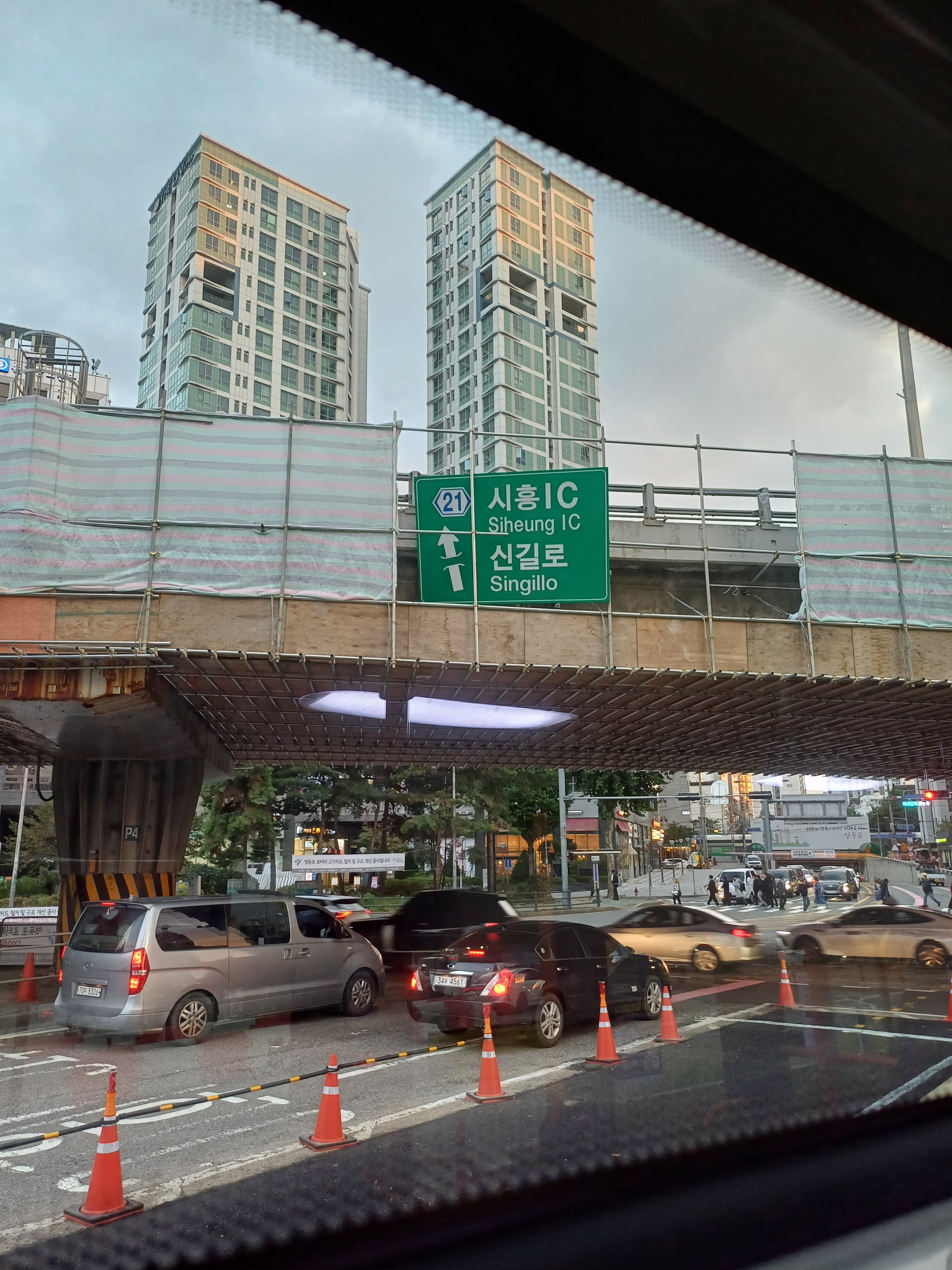
영등포고가차도 2024년 10월 25일 철거
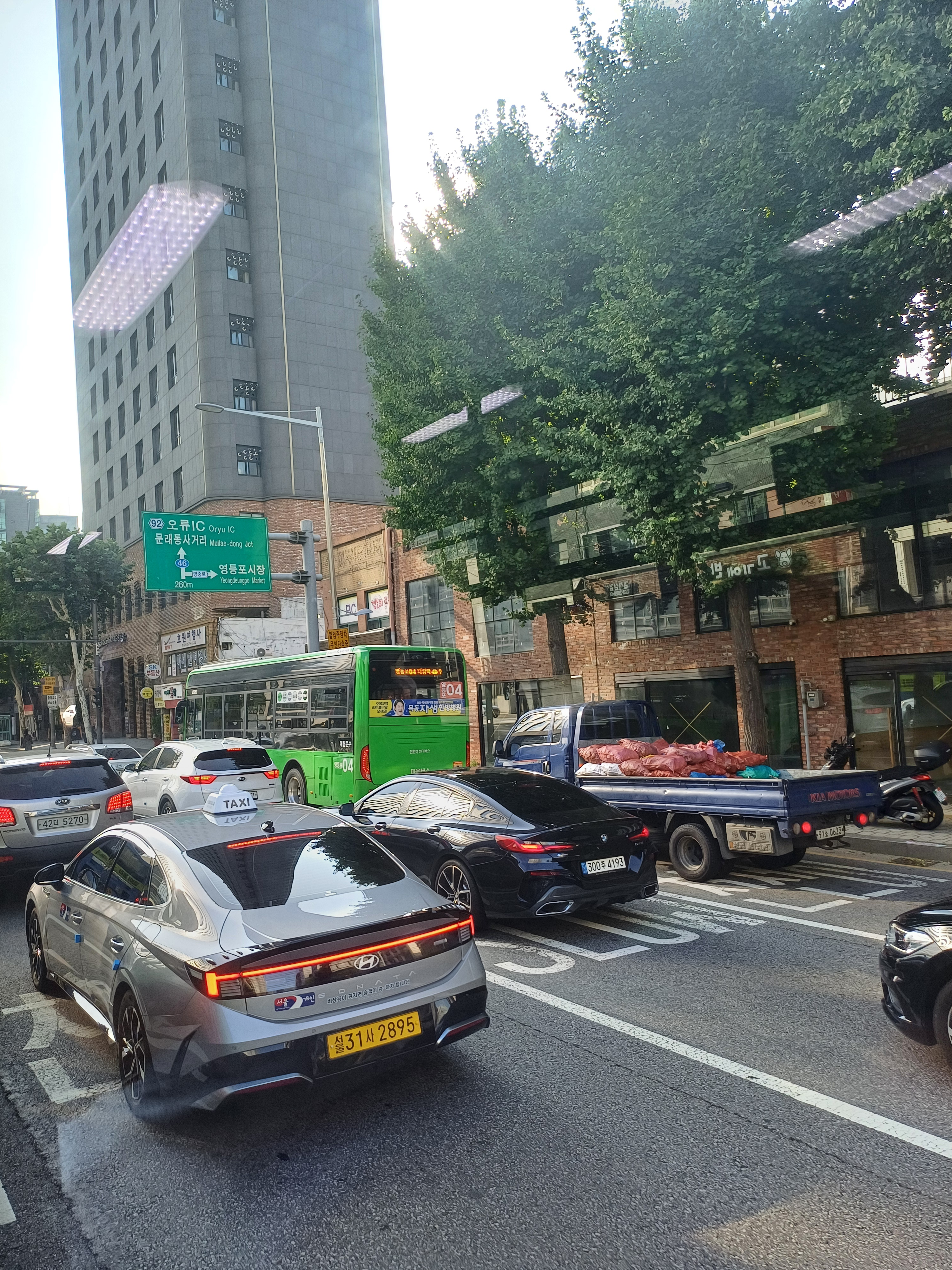
오류IC 방면
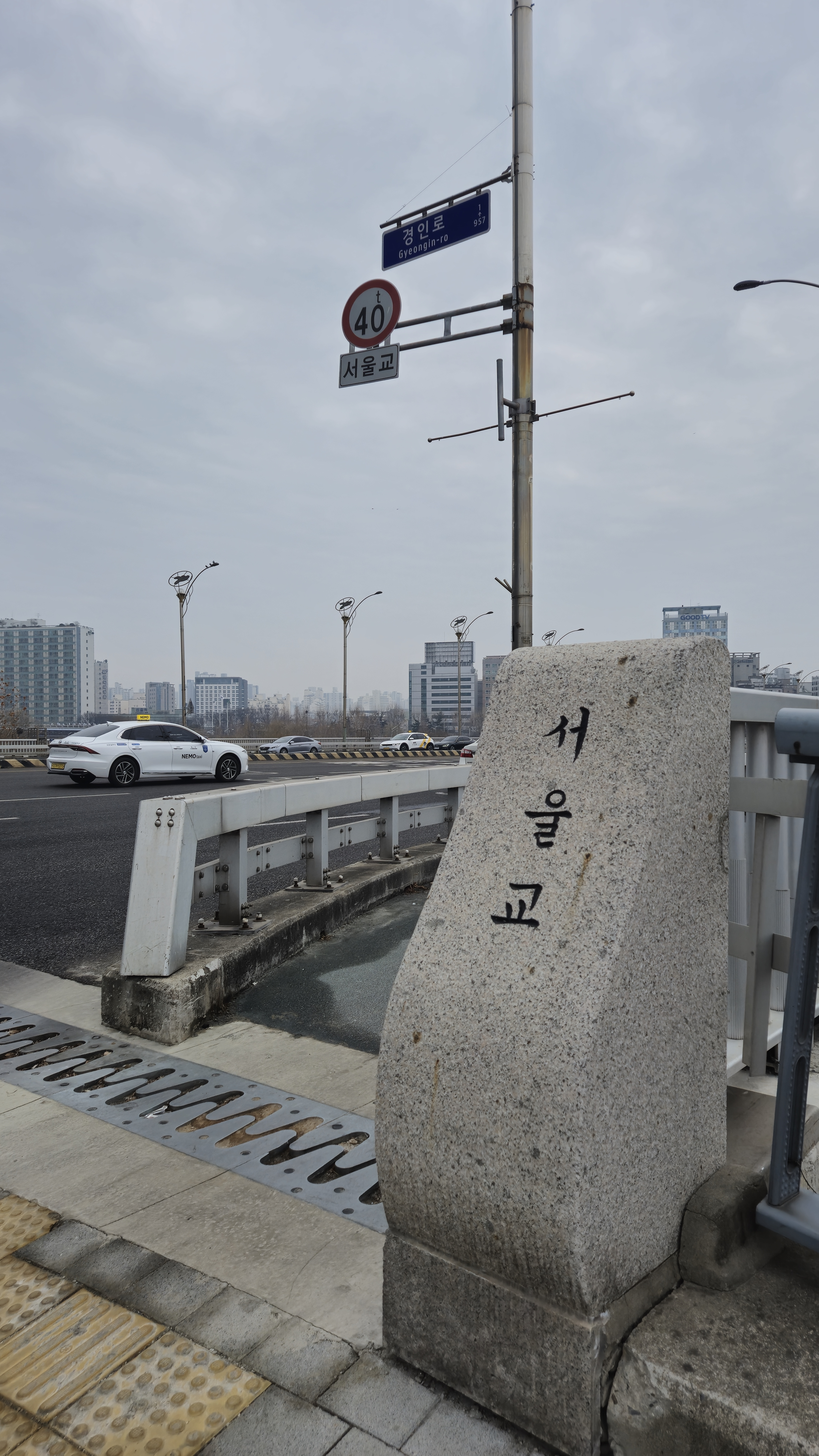
서울교
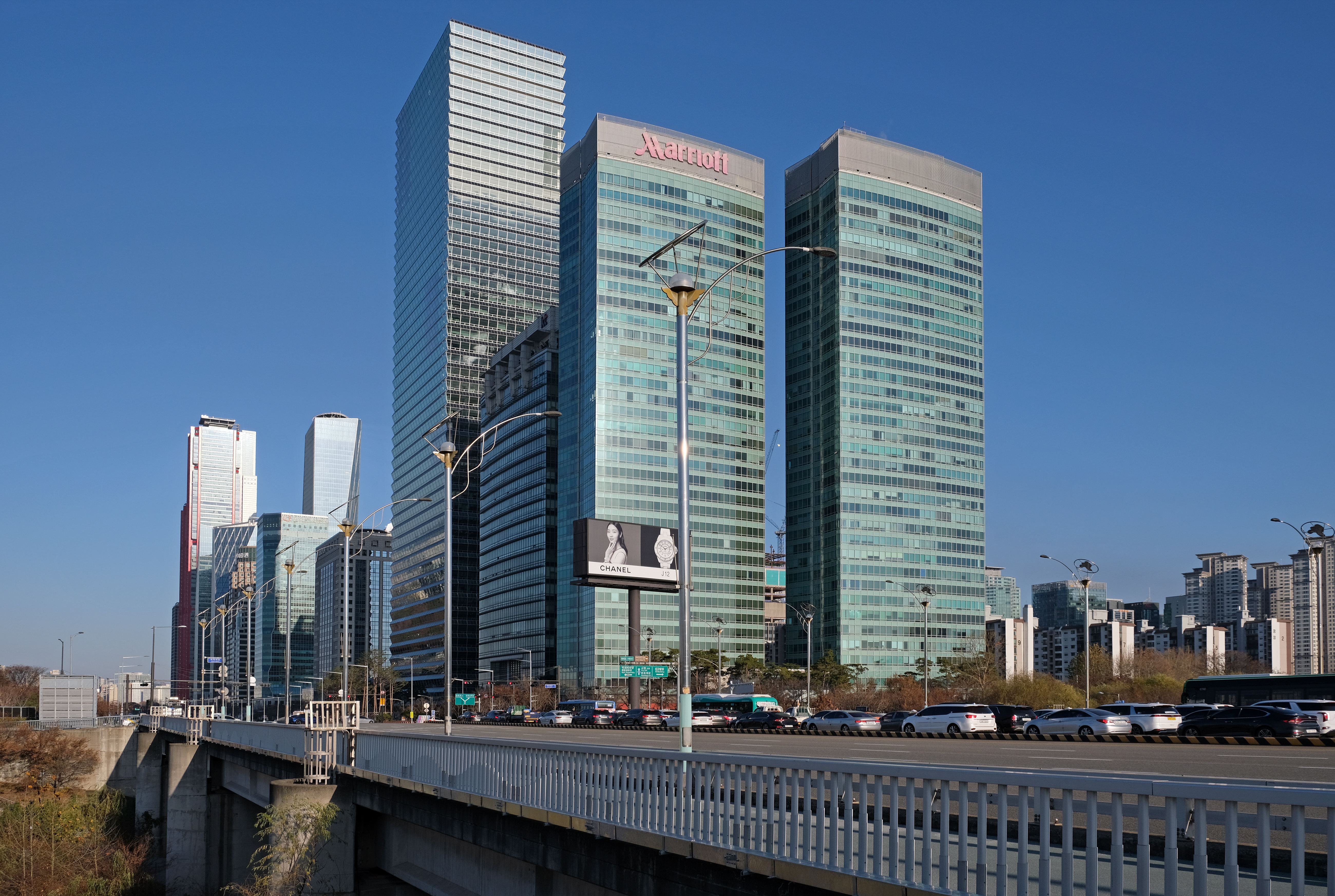
서울교 2